# Кимры
Ки́мры — город в Тверской области России. Административный центр Кимрского округа. С 1929 до 2022 года был центром Кимрского района, в который не входил, так как был городом областного значения. С 2005 до 2022 года образовывал городской округ город Кимры. Расположен на Волге, при впадении в неё речки Кимрки. Население — 40 875 человек (2021). Площадь — 44 км².
Первые упоминания о селе Кимра датированы серединой XVI века. Ещё во времена правления Петра I оно получило известность центра сапожного промысла в Российской империи. К концу XIX века село окончательно сложилось как экономический центр обувной промышленности.
3 [16] июня 1917 года село Кимры получило статус города.

## Физико-географическая характеристика

### Географическое положение
Город расположен на реке Волге, при впадении в неё речки Кимрки, в 133 км к востоку от Твери (если ехать по автодорогам Р84, Р86, Р116). С другой стороны (если ехать через Конаково и Дубну) расстояние от Твери до Кимр — 101 км. Расстояние по автодороге А-104 от 82-го км МКАД: 133 км. Из всех городов Тверской области Кимры — самый приближённый к столице. Высота над уровнем моря — 100—130 метров.

### Часовой пояс
Город Кимры, как и вся Тверская область, находится в часовой зоне, обозначаемой по международному стандарту как Moscow Time Zone (MSK). Смещение относительно UTC составляет +3:00.

### Климат
Климат умеренно континентальный. Температурные показатели и характер осадков близки к тверским. Средняя температура января −9,1 °C, июля +18,2 °C. В год выпадает около 550—750 мм осадков, значительное количество дней отличается пасмурной погодой. Преобладает мягкий климат, с умеренно холодной и достаточно длительной зимой и нежарким, влажным летом. Самый холодный месяц — январь, самый тёплый — июль.
| Показатель                              | Янв.  | Фев.  | Март | Апр. | Май  | Июнь | Июль | Авг. | Сен. | Окт. | Нояб. | Дек. | Год |
| --------------------------------------- | ----- | ----- | ---- | ---- | ---- | ---- | ---- | ---- | ---- | ---- | ----- | ---- | --- |
| Средний суточный максимум, °C           | −6,2  | −5,1  | 1    | 10,1 | 17,7 | 21,3 | 23,5 | 21,2 | 15   | 7,8  | 0,2   | −4,1 | 8,5 |
| Средняя температура, °C                 | −9,1  | −8,7  | −3   | 5,2  | 12   | 16,1 | 18,2 | 16   | 10,5 | 4,5  | −2,1  | −6,6 | 4,4 |
| Средний суточный минимум, °C            | −12,3 | −12,3 | −6,9 | 0,7  | 6,6  | 10,8 | 13,3 | 11,2 | 6,5  | 1,5  | −4,4  | −9,2 | 0,5 |
| Норма осадков, мм                       | 40    | 33    | 31   | 36   | 57   | 71   | 77   | 68   | 57   | 58   | 48    | 44   | 620 |
| Источник: MSN-Weather, Climate-data.org |       |       |      |      |      |      |      |      |      |      |       |      |     |

### Рельеф
Кимры расположились в Верхневолжской низине. В данном районе преобладают три основных типа почв: подзолистые, аллювиальные (пойменные) и торфяно-подзолистые (болотистые). По механическому составу — суглинистые, песчаные и субпесчаные почвы.

### Растительность

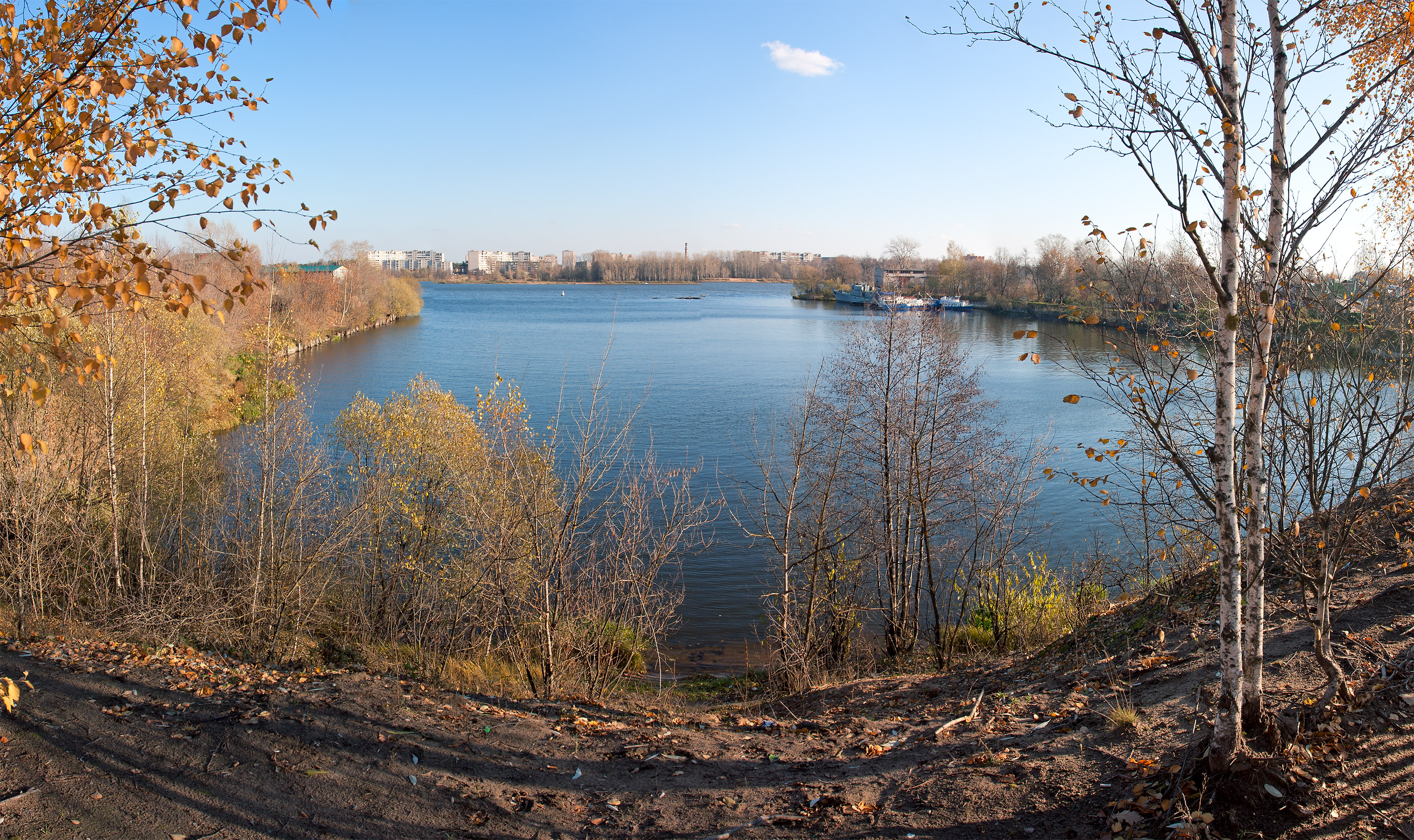
Вид на реку Кимрку с левобережной стороны Волги.

Город окружён хвойными и смешанными лесами, на их территории встречаются торфяные месторождения. Еловые массивы в районе сменяются берёзо-сосновыми. В окрестных лесах можно встретить оленей, лосей, волков, лисиц, зайцев, енотовидных собак, речных бобров.
В самом городе в советское время озеленение проходило посредством высадки тополей и клёнов. Организаторами кампаний по озеленению были предприятия, так, например, в районе Савёлово деревья высаживали работники Савёловского машиностроительного завода. В городском парке насаждения состоят преимущественно из лип.

## Этимология
Существует несколько версий происхождения названия города. Среди краеведов рассматривается возможность происхождения слова «Кимра» («Кимера», «Кимеря», «Кимерь») от названия одного из финно-угорских племён — меря. Меряне проживали в Верхнем Поволжье и бассейне реки Клязьмы на территории современных Ярославской, Ивановской, в северной и центральной частях Владимирской, северной и восточной частях Московской, восточной части Тверской, южной части Вологодской и западной части Костромской областей России.
Согласно научной версии, город назван по реке Кимера (Кимра, ныне — Кимрка), название которой балтийского происхождения и связано с лит. kimzrỹnė — «болото, где много сгнивших пней»

.
В первой половине XVIII века историк Василий Татищев высказал догадку, что Кимры являются искажением слова «Кирема». «Имя сие есть ли эстонское, мордовское, значит, медвежье — как в Естляндии был град Киремпе, по-русски — „Медвежья глава“. Кирема — река, впадающая в Волгу, по-русски — Медведица. Может, Кимры сами Киремы именовались», — писал он.

## История

### Древние поселения
Раскопки, проводимые в 1946 году, показали, что в X—XI веках на берегу Волги располагались поселения кривичей. В 1980-е годы в районе деревни Плешково, напротив устья Хотчи, проводились археологические исследования, в частности, были изучены два курганных кладбища кривичей. В могильниках были обнаружены не только славянские предметы обихода, но и финно-балтийские. По предположениям исследователей, финно-угорское племя меря, населявшее Верхневолжье, постепенно растворилось среди осевших в этой местности кривичей.
Русский историк К. Н. Бестужев-Рюмин писал:
Ни летописи, ни предания не знают ни общего истребления финских племён на тех местах, ни общего переселения их оттуда. Перерождение это началось в эпоху доисторическую и совершалось медленно и постепенно. Медлительность эта говорит в пользу сравнительно мирных наших предков.
Несмотря на результаты раскопок, утверждения о том, что меряне населяли территорию будущего Кимрского района, до сих пор являются спорными.

### Формирование села
После монголо-татарского нашествия территория близ нынешних Кимр опустела, а затем вошла в состав Великого княжества Тверского и, частично, Кашинского удельного княжества. В 1485 году эти земли были присоединены к Московскому княжеству.
Условия проживания на территории будущего Кимрского района в XII—XV веках были довольно неблагоприятными и не способствовали активному развитию населённых пунктов. По мнению исследователя Н. С. Кудинова, от полного опустошения данных земель спасло лишь образование централизованного Русского царства.
К XVI веку окончательно сформировалось село Кимра, перешедшее в разряд дворцовых, то есть подчинённых Приказу Большого Дворца. Через него по Волге торговые суда двигались вверх, по направлению к Твери, и вниз, к Нижнему Новгороду.

### Первые упоминания
Да та им соль в Москву вести и продавати по города на Белозере, и на Угличе, и в Кашине, и в Твери, и в Димитрове и по волостям и на Холопье в Ярманке, и на Кимре и по селом, где им в тех городех лучится та соль продати. <…>  А привезут ту соль к Москве или в те городы и волости и на Холопьей и на ярмарке на Кимре и по селом наместником и волостеле и их тиунам и промышленним людям и по мытом мытникам и оне с неё явки не дают ничего.
Впервые дворцовое село Кимра упоминается в 1546 году в грамоте Ивана IV. Грамота была дана настоятелю Кирилло-Белозерского монастыря с братией на право беспошлинной покупки 10 тысяч пудов соли в Каргополе. Копия документа хранится в Кимрском краеведческом музее.
Второе известное упоминание — царская грамота в Дмитров, адресованная Грише Оникееву, «о содействии Дмитровским и Кимрским таможенникам в сборе таможенных пошлин с торговых людей, по случаю уничтожения тарханов и в отношении к тем сборам». Документ датирован июнем 1549 года.

### XVI—XVIII века
Согласно данным из писцовой книги, в 1635 году в Кимрах насчитывалось 104 двора, причём обычные сёла того времени насчитывали 10—15 дворов. Это одно из первых сохранившихся описаний села.
В 1646 г. согласно «Переписной книге г. Кашина посада и станов Жабенского, Мерецкого, Дубенского, Суходольского, Кочемского, Чютского и волостей Большой Задубровской и Малой Задубровской переписи Гавриила Константиновича Юшкова и подьячего Кирилла Семенова» (РГАДА ф.1209 оп.1 ч.3 д.104) село Кимры относилось к Дубенскому стану Кашинского уезда. («л.610 об. Стан Дубенский…№ 213. л.630. За боярином дворянином князем Алексеем Михайловичем с. Кимры с деревнями…»)
В 1660-е годы в Кимрах уже началось развитие обувной промышленности, о чём свидетельствуют документы тех лет. К середине XVII века более половины крестьянских семей Кимр занималось сапожным промыслом.
В 1708 году некоторые оброчные крестьяне села заключили соглашение с канцелярией императора Петра I на поставку для нужд армии нескольких тысяч пар обуви (сапог и башмаков), кожаных мундиров и сёдел в течение нескольких лет.
Пленный шведский офицер Страленберг, проезжавший через Кимры, в 1710 году писал: «В Кимрах находятся лучшие портные, сапожники, известные по всей России».
Материалы Генерального межевания 1770—1780-х годов сообщают, что село Кимры состояло из двух частей на левом берегу Волги — Центральной и Вознесенской (отделена от Центральной речкой Кимркой).
Центральная часть насчитывала 79 дворов с 262 мужчинами и 283 женщинами. В ней были две каменные церкви — Живоначальной Троицы и Успения Богородицы. Вознесенская часть насчитывала 100 дворов с 252 мужчинами и 240 женщинами, в ней была деревянная Вознесенская церковь.
В 1781 году Кимры вошли в состав Корчевского уезда Тверского наместничества. Через семь лет село почти полностью выгорело — огонь уничтожил более 200 дворов.
Во второй половине XVIII века Кимры фактически становятся центром российского обувного промысла, налаживается торговля хлебом.

#### Владельцы села

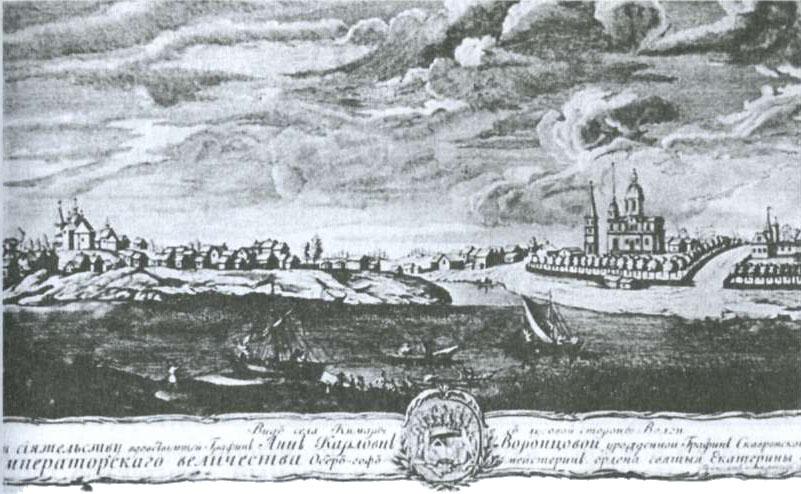
Копия гравюры Грекова «Вид на село Кимра с луговой стороны», 1772 год.

Со времён Ивана Грозного получила широкое распространение практика раздач дворцовых земель за заслуги перед государством. Кимрская дворцовая волость также на протяжении нескольких веков жаловалась особо отличившимся государственным служащим.
При молодом царе Иване IV старицкий князь Владимир Андреевич участвовал во многих государственных делах, военных походах. В 1549 году в Москве заменял царя, который возглавлял тогда поход на Казань. В 1552 году Владимир командовал царской дружиной во время штурма Казани. Возглавив войско, он одним из первых ворвался в город.
В 1555 году «за государеву службу» царь пожаловал Владимиру Андреевичу дворцовое село Кимра (Кимры). Сохранился оригинал жалованной грамоты от 10 марта 1555 года. Владимир был казнён вместе с большей частью семьи в октябре 1569 года после длительной опалы (самого князя Иван Грозный вынудил принять яд). После смерти князя село Кимры вновь перешло в разряд дворцовых.
В июле 1591 года владельцем Кимр стал князь Фёдор Иванович Мстиславский. Царь Фёдор Иоаннович пожаловал ему «шубу с царского плеча» и пригород Кашин с уездом, в который входили и Кимры. Все эти подарки Мстиславский получил за то, что сумел отличиться в разгроме подошедшего к Москве крымского хана Газы II Герая. В период Смутного времени князь возглавлял поход против Лжедмитрия I, с 1610 года по 1612 год был председателем Семибоярщины (в это же время Кимры подверглись разграблению от поляков). В 1622 году скоропостижно скончался.
В 1635 году село Кимры «за посольскую службу» было пожаловано боярину князю Алексею Михайловичу Львову. Львов занимал различные государственные посты, с 1627 года по 1647 год возглавлял Приказ Большого Дворца. В 1647 году ушёл в монастырь, управление Кимрами на себя взяли родственники князя. После смерти Львова село вновь отошло в распоряжение государства.
В 1688 году Софья Алексеевна пожаловала Кимры вместе с 71 деревней, а также «таможню со всеми строениями и таможенным сбором» боярину Александру Петровичу Салтыкову в вотчинное владение в связи с женитьбой его дочери. После смерти Салтыкова селом владели его родственники, через некоторое время оно перешло к внучке боярина Екатерине Ивановне Головкиной, жене Михаила Гавриловича Головкина, сына государственного канцлера Российской империи.

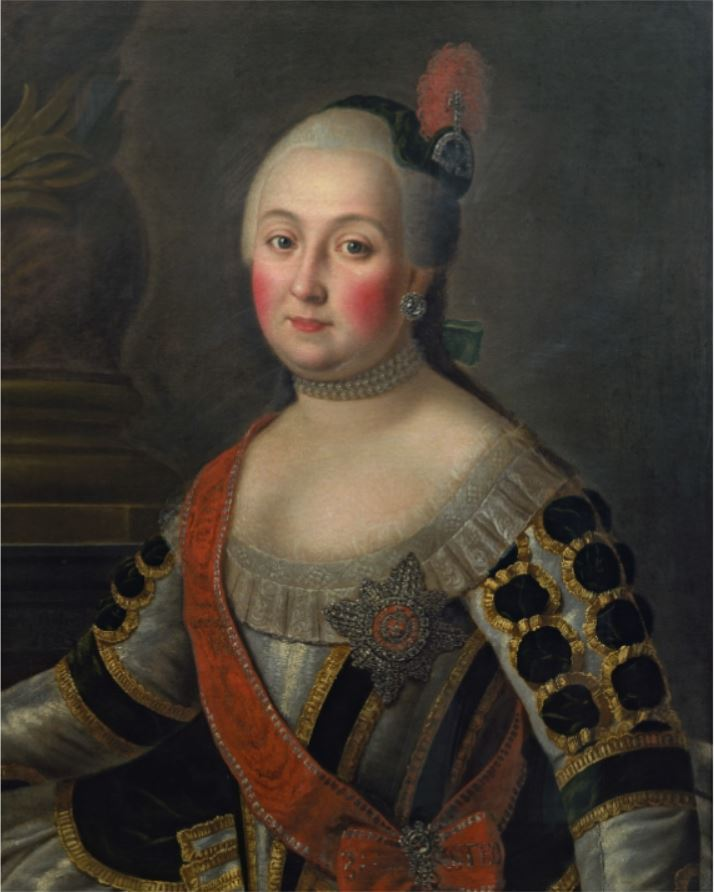
Графиня А. К. Воронцова. Художник А. П. Антропов, 1763.

После ноябрьского дворцового переворота 1741 года мужа Екатерины Ивановны приговорили к смертной казни, но затем её заменили ссылкой в Якутию. Село Кимры было конфисковано государством. Головкина просила Елизавету Петровну о пересмотре дела. Императрица обещала сохранить за графиней все привилегии статской дамы и имения в случае отказа от мужа. Екатерина Ивановна отвечала: «Я любила своего мужа в счастье, люблю его и в несчастье и одной милости прошу, чтобы с ним быть неразлучно». В итоге графиня поехала в ссылку, а после смерти мужа в 1755 году вернулась в Москву. Скончалась в 1791 году.

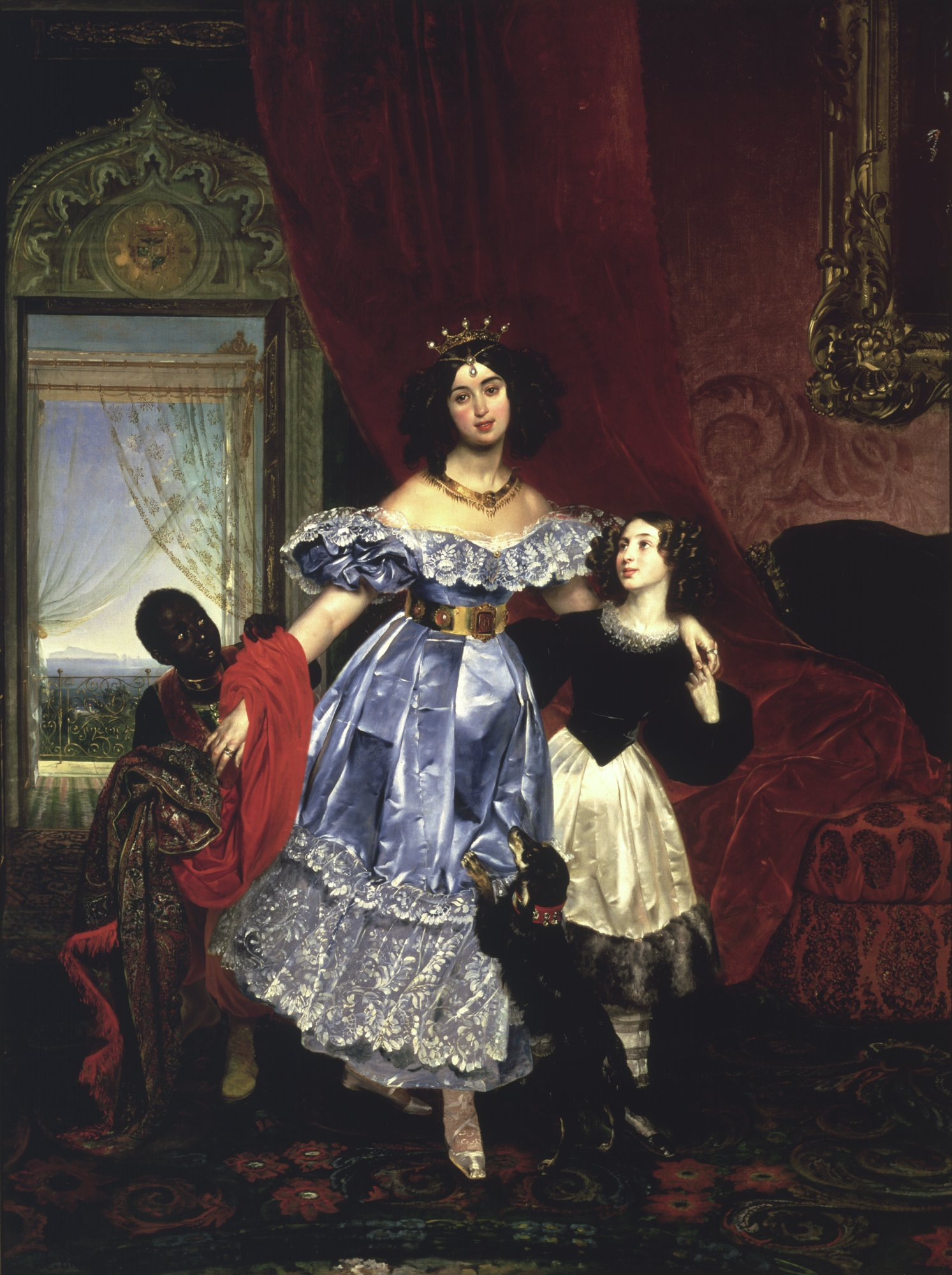
Портрет Ю. П. Самойловой с Джованиной Пачини и арапчонком. Художник Карл Брюллов, 1832—1834. Частное собрание, США.

В 1762 году Кимры были дарованы Анне Карловне Воронцовой, урождённой Скавронской, племяннице императрицы Екатерины I. После восшествия на престол императрицы Елизаветы Анна Карловна вышла замуж за Михаила Илларионовича Воронцова. Граф Воронцов способствовал активному развитию села в плане торговли. В историческом источнике 1865 года писалось:
Граф Воронцов был замечательным для Кимр тем, что положил основание торговли кимрской и заставил кимряков быть торговыми людьми. Он устроил на свой счёт на самом видном и удобном месте каменный корпус лавок, давал крестьянам свои деньги на торговлю в Кимрах
В 1775 году умерла графиня Воронцова, село перешло к её брату, затем — племяннику Павлу Мартыновичу Скавронскому, далее — супруге племянника Екатерине Васильевне (во втором браке Литта). Старшая дочь Екатерины Васильевны от графа Воронцова Екатерина в 1800 году вышла за князя Петра Ивановича Багратиона, участника Отечественной войны 1812 года. Семейная жизнь супругов не сложилась, Екатерина жила за границей, где и скончалась в 1857 году. Младшая сестра её имела одну дочь Юлию Павловну, именно она стала последней владелицей села Кимры.

### XIX век
Согласно «Камеральному экономическому примечанию Корчевского уезда» 1806 года, в Центральной части села было 244 двора с 700 мужчинами и 742 женщинами, в Вознесенской части (Заречье) — 100 дворов с 230 мужчинами и 263 женщинами. В Заречье были две деревянные церкви: Вознесенская с двумя приделами и Успенская, первая была двухэтажной (вверху — Живоначальной Троицы, внизу — Николая Чудотворца), вторая — одноэтажной (Покровская). Со всех сторон Кимры были обнесены земляным рвом, на въездах были построены ворота.
В 1807 году кимрские сапожники начали поставлять обувь армии по большим заказам. Александр I «в знак монаршей признательности населению Кимры за поставку обуви на армию в 1812 году» подарил селу батарею пушек, которые были установлены около волостного правления. Из этих орудий стреляли в праздничные дни.
В 1813 году в селе была построена Вознесенская церковь, в 1825 году — Покровский собор, в 1832 году — Троицкая церковь с колокольней.
В 1837 году село посетил Великий князь Александр Николаевич, будущий император Александр II. Вместе с наследником престола в Кимры приехал и его воспитатель В. А. Жуковский. В послании отцу от 7 мая цесаревич писал:
Мы из Твери отправились в 6 часов, проехавши вёрст 20 по шоссе, мы свернули по просёлочной дороге в Углич, дорога была поправлена, сколько могли, но дожди её порядком местами попортили. Мы остановились на половине дороги в богатом селе Кимры, принадлежавшем гр. Самойловой, и заходили там в церковь, построенную совершенно по образцу московского Успенского собора.
Через три года в Кимрах проездом побывал император Николай I.
Последняя владелица села Юлия Павловна Самойлова фактически не жила в России. В 1846 году она продала Кимрскую вотчину в казну, одновременно крестьяне села и прилегавших к нему 51 деревни заключили с государством сделку, выкупив себя с землёй и строениями за 495 тысяч рублей с рассрочкой на 37 лет и 6 % годовых. Долг был погашен в 1900 году, при этом другие селения продолжали отчислять платежи в казну.
В Кимрах проводились крупные ярмарки, одни из самых крупных в губернии. Они привлекали купцов, скупщиков и представителей торговых домов из разных городов и сёл. Закупленная на них оптом обувь расходилась по всей империи.
В 1859 году в селе произошёл крупный пожар, охвативший как центральную часть, так и Заречье. Была уничтожена почти вся деревянная застройка. Через два года застройка Кимр была восстановлена благодаря дотациям правительства и страховым выплатам.
В 1875 году в Кимрах появилась церковь Иоанна Предтечи, через десять лет — Скорбященская церковь.
К 1890-м годам в Кимрах проживало около 6000 жителей. Кимряки ежегодно производили до 2,5 миллионов пар обуви. По переписи 1897 года в Кимрах проживали 7017 человек.
В 1899 году была издана книга В. И. Ленина «Развитие капитализма в России», где был дан анализ развития капиталистического производства, в том числе и в Кимрах. Ленин писал:
Особенно замечательный пример капиталистической мануфактуры представляет сапожный промысел села Кимры Корчевского уезда Тверской губернии и его окрестностей. Промысел этот исконный, существует с XVI века.
Несмотря на интенсивный рост и размеры, Кимры продолжали оставаться селом. По мнению некоторых исследователей, это было связано с тем, что крестьяне-предприниматели Кимр не желали платить налоги, установленные для городов: для сёл сумма отдельных налогов была гораздо меньше, но и статус купца мог иметь лишь житель уездного города. Желающие сэкономить свои деньги кимряки не способствовали обретению Кимрами юридического статуса города.
В 1860 г. в селе Кимрах проживали следующие купцы 3-й гильдии (то есть предприниматели, по статусу близкие к мещанам, зарегистрировавшиеся в качестве купцов в различных уездных городах): корчевские Рыбкин, Сопцова, Шокин, царскосельские Сопцов, Малюгин, клинские Лужин, Пономарёв, Рыбкин. Купцов иных гильдий в селе не проживало. Государственных крестьян в том же году проживало 378 домов православных, 28 домов и 4 девки старого обряда и 46 бобылей обоего пола. Солдатов и солдаток числилось 41 человек, домов духовенства насчитывалось 15: 11 при Покровском соборе и 4 при Вознесенской церкви — и 3 дома мещан: корчевских Зрилова и Башилова и бежецкого Колычёва.

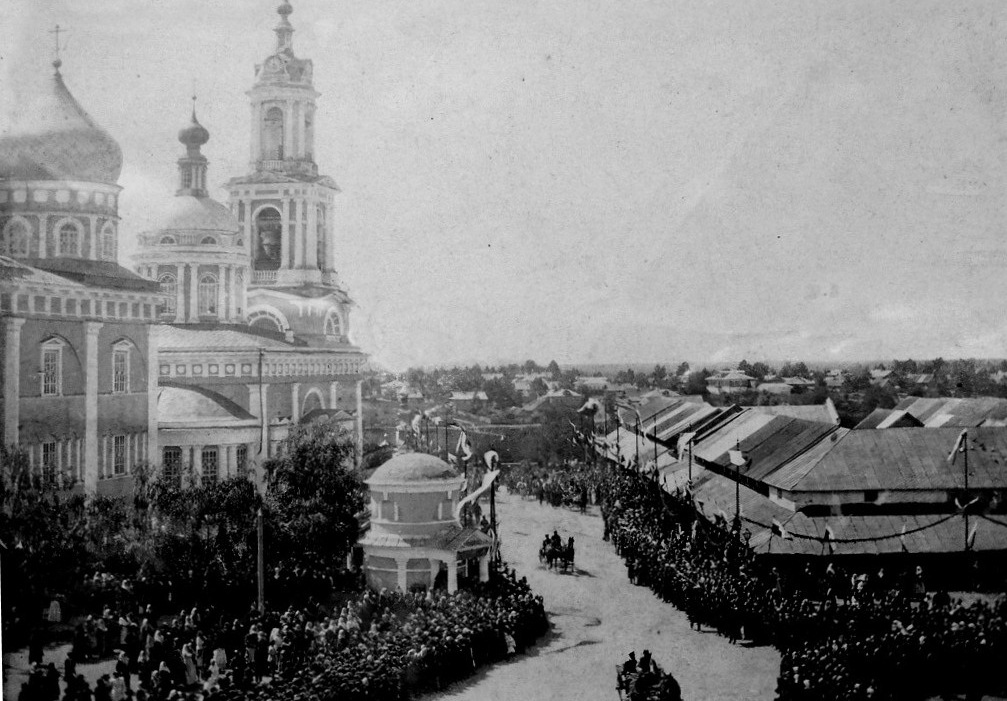
Встреча Великого Князя Владимира Александровича, 13 июня 1892 года
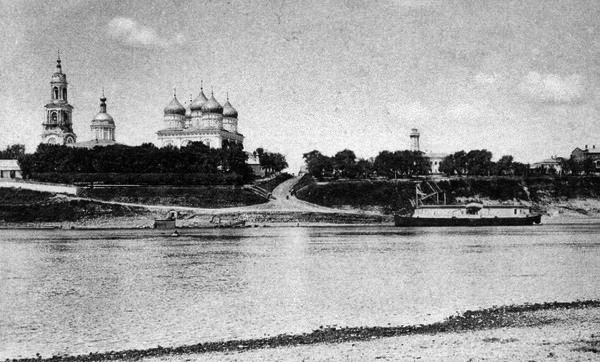
Вид с правого берега Волги на левобережный Владимирский съезд и Покровский собор
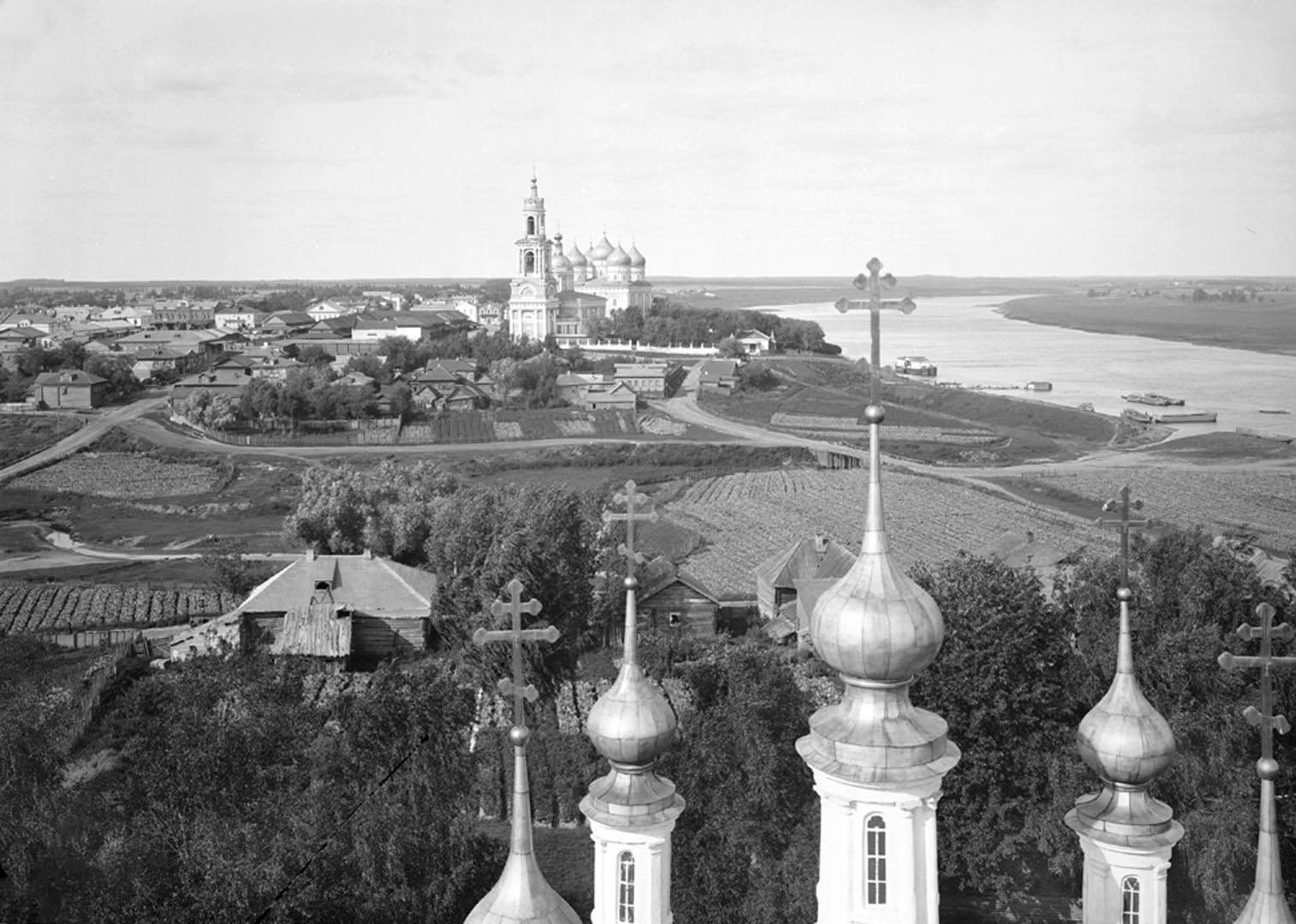
Вид с колокольни Вознесенской церкви на центральную часть. Фото М. П. Дмитриева

### XX век
В период с 1900 по 1902 годы была построена железная дорога, связывающая Москву и Кимры. Железнодорожная станция расположилась на правом берегу Волги, возле деревни Савёлово, именем которой и была названа. Имя деревни также отражено в названиях вокзала, двух станций метро (Серпуховско-Тимирязевской и Большой кольцевой линий) и района в Москве.
В 1906 году было закончено строительство первой кимрской обувной фабрики «Якорь». Она была основана силами семейства Столяровых, издавна занимающихся в селе обувным промыслом. 1 марта 1907 года «Якорь» выпустил первую продукцию. В 1913 году на предприятии было выпущено около 121 тысячи пар обуви, через три года — 200 тысяч пар.

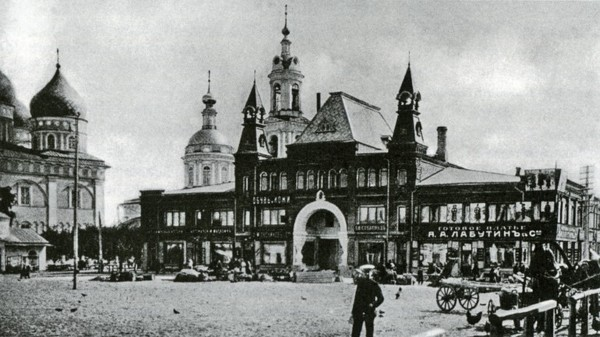
Соборная площадь, в центре — Гостиный двор. Фото начала XX века.

В 1911 году был открыт Спасо-Преображенский собор. В 1912 году на Соборной площади села появился памятник императору Александру II, его торжественное открытие состоялось 12 октября. Император Николай II, получивший известие об установке памятника своему деду, отправил кимрякам благодарность.
В 1914 году в Кимрах благодаря усилиям девяти сельских обществ появился Гостиный двор, построенный в русском стиле, в годы Первой мировой войны в нём расположился военный госпиталь.
В 1915 году в Кимрах насчитывалось уже 612 дворов. Центр села застраивался преимущественно каменными зданиями.
В 1915 году в Савёлове начали работать железнодорожные мастерские по ремонту подвижного состава узкоколейных железных дорог. Туда же из Барановичей был переведён железнодорожный армейский батальон, солдаты которого занялись возведением цехов, складских помещений и жилых бараков. Позже прибыли и другие батальоны, образовался 2-й Коренной железнодорожный парк, в задачи которого входил контроль над савёловским участком железной дороги.
Согласно отчётным документам Кимрского волостного правления, на 30 октября 1916 года в селе проживало около 20 тысяч человек. Работали 2 банка, казначейство, кредитное товарищество, из учебных заведений — 4 училища, 2 министерские школы, 5 земских школ. Функционировали богадельни, пожарное депо, электростанция, водопроводная система, библиотека-читальня, ночлежные дома, почтамт.

#### Революционный период
В Кимрах власть полностью перешла к коммунистам с октября 1917 года. Часть сознательных левых эсеров была приведена в Совдеп самими коммунистами, так как не нашлось достаточно интеллигентных сил в среде коммунистов.

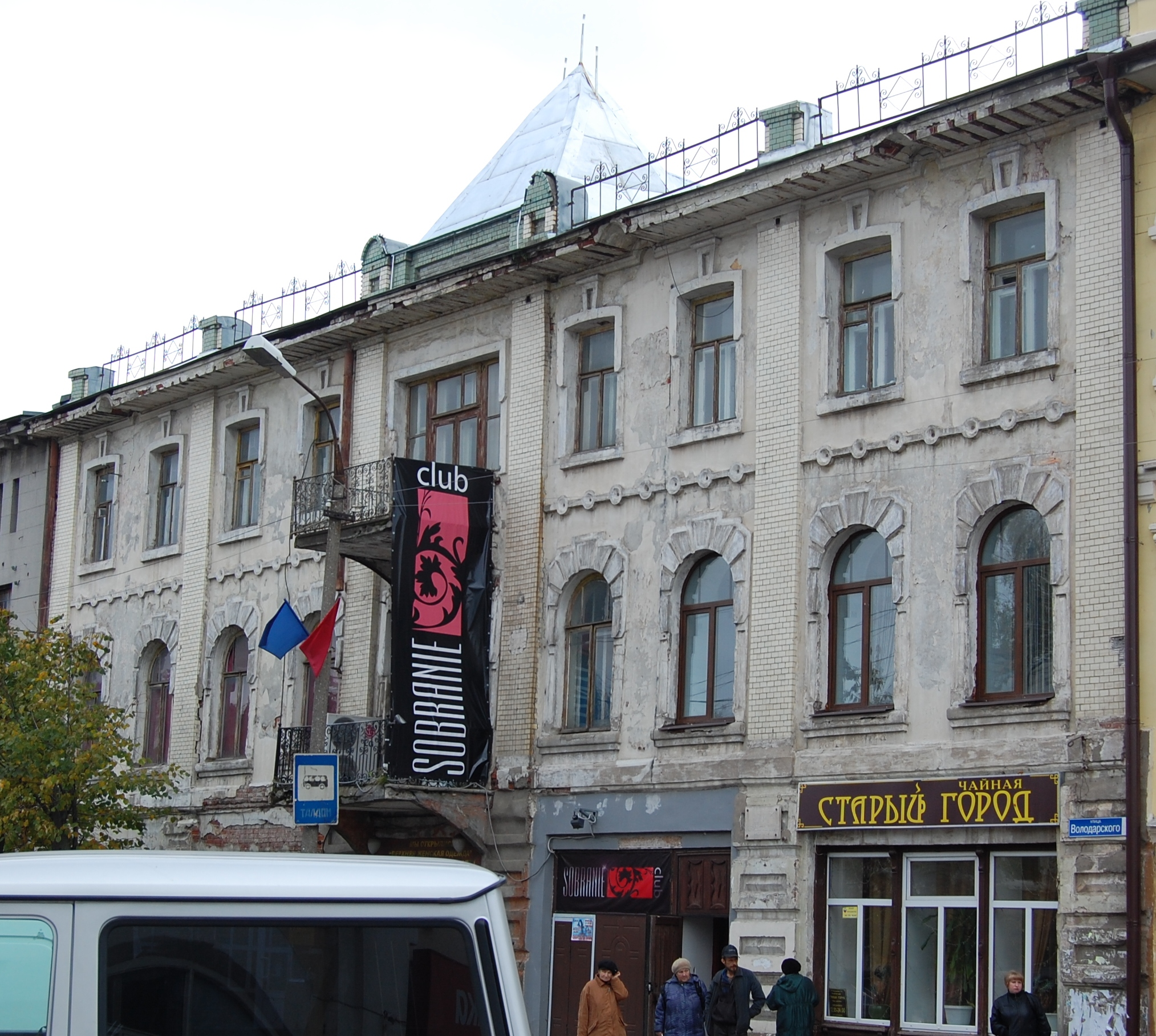
Дом Зайцева (ул. Володарского, 9), в котором в 1917—1918 годах размещался Кимрский Совет рабочих и солдатских депутатов

В период Февральской революции кимрская буржуазия попыталась взять власть в свои руки. 28 февраля 1917 года представители буржуазии создали Временный комитет порядка, поддержавший революцию и распущенный в тот же день. 1 марта был образован Гражданский исполнительный комитет в качестве местного органа Временного правительства из представителей всех сословий, но с преобладанием мелкобуржуазных элементов. Параллельно представители пролетариата села создали Кимрский Совет рабочих и солдатских депутатов. В Кимрах образовалось двоевластие.
4 апреля Кимрский Совет рабочих и солдатских депутатов провёл первое организованное заседание. Его председателем был избран большевик Георгий Петрович Баклаев. 29 апреля Совет принял постановление ходатайствовать о придании Кимрам статуса города. Постановлением Временного правительства от 3 [16] июня 1917 село Кимры преобразовано в город Кимры.
В октябре в Кимрах появилась Городская Дума из 26 депутатов, 7 из которых являлись большевиками.
17 октября депутатами Кимрского Совета был образован Военно-революционный комитет, его председателем был избран Эдуард Христофорович Звиргздынь. Новая советская власть в Кимрах была установлена мирно, революцию поддержали 200 солдат-большевиков кимрского гарнизона, часть из которых под командованием Вацлава Константиновича Хабовского отправилась в Москву для участия в боях.

#### 1918—1941 годы
В январе 1918 года в Кимрах были упразднены все земские учреждения, прекратил работу Военно-революционный комитет. Основная власть была сосредоточена в руках Совета рабочих, красноармейских и крестьянских депутатов. В марте в городе началось формирование органов здравоохранения, в апреле появился военный комиссариат и сформированы органы внутренних дел. Для руководства хозяйственной деятельностью был создан Кимрский совет народного хозяйства.
В июле в связи с началом Гражданской войны в Кимрах и округе было объявлено военное положение. Из центра города был убран памятник Александру II.

Разрушенные Покровский собор и Троицкая церковь с колокольней. Фото 1930-х годов.

Весной РКП(б) призвала членов партии записываться добровольцами в РККА для борьбы с белогвардейцами. Добровольцами отправились на фронта только 9 кимряков, среди которых были председатель Кимрского уездного комитета партии Звиргздынь, начальник милиции Шипов и военком Карпов. Звиргздынь на заседании Уездного исполнительного уезда заявил:
Засвидетельствуем как акт истории, что рабочие во время опасности не пошли на её защиту, чтобы они не смогли гордиться, что мы, кимряки, спасли революцию.
Обувная фабрика «Якорь» была национализирована и обрела новое название — «Красная звезда». Государству перешёл контроль и над мелкими обувными предприятиями. 20 сентября 1925 года открылась швейная фабрика имени Горького.
Военные действия Гражданской войны не затронули территорию Кимр и окрестностей, но кимряки в полной мере испытали на себе нехватку продовольствия и последствия повышения налогов.
В годы «Новой экономической политики» некоторые жители Кимр смогли обогатиться, обзавелись частными домами. В Заречье появились целые улицы одноэтажных и двухэтажных деревянных домов в стиле «модерн».
В 1926 году в состав Кимр входят правобережные поселения: посёлок Савёлово, станция Савёлово, деревня Новое Савёлово, посёлки Крастуново и Бурково. Также входят в состав города посёлки: Конюхино и Березниково .
Постановлением СНК СССР от 14 января 1929 года была образована Центрально-промышленная область (переименована в июле того же года в Московскую обл.), куда полностью вошла бывшая Тверская губерния, и Кимры стали центром Кимрского промышленного округа Московской обл.
В 1935 году, в процессе разукрупнения Московской области, в границах бывшей Тверской губернии была образована Калининская область, и Кимры стали центром одноимённого района.
В 1930-х годах в СССР стала усиливаться антирелигиозная кампания. В 1929 году в Кимрах был закрыт Спасо-Преображенский собор, в 1931 году был разобран храм Иоанна Предтечи, в 1933 году была взорвана Скорбященская церковь, в 1936 году был уничтожен Покровский собор, через два года — Троицкая церковь с колокольней. В 1941 году «по просьбам трудящихся» была закрыта Вознесенская церковь.
На месте уничтоженных Покровского собора и Троицкой церкви в 1980-х годах было построено здание театра Драмы и комедии. Рядом находится памятник В. И. Ленину (новый памятник построен в 1961 году на месте старого) и построенный в 1971 году обелиск Победы в виде трёхгранного шпиля со звёздами.
Активно развивался станкостроительный завод в Савёлове. В 1937 году он был передан Народному комиссариату оборонной промышленности СССР и начал выпускать гидросамолёты. В 1939 году завод получил номер «288».

#### Великая Отечественная война

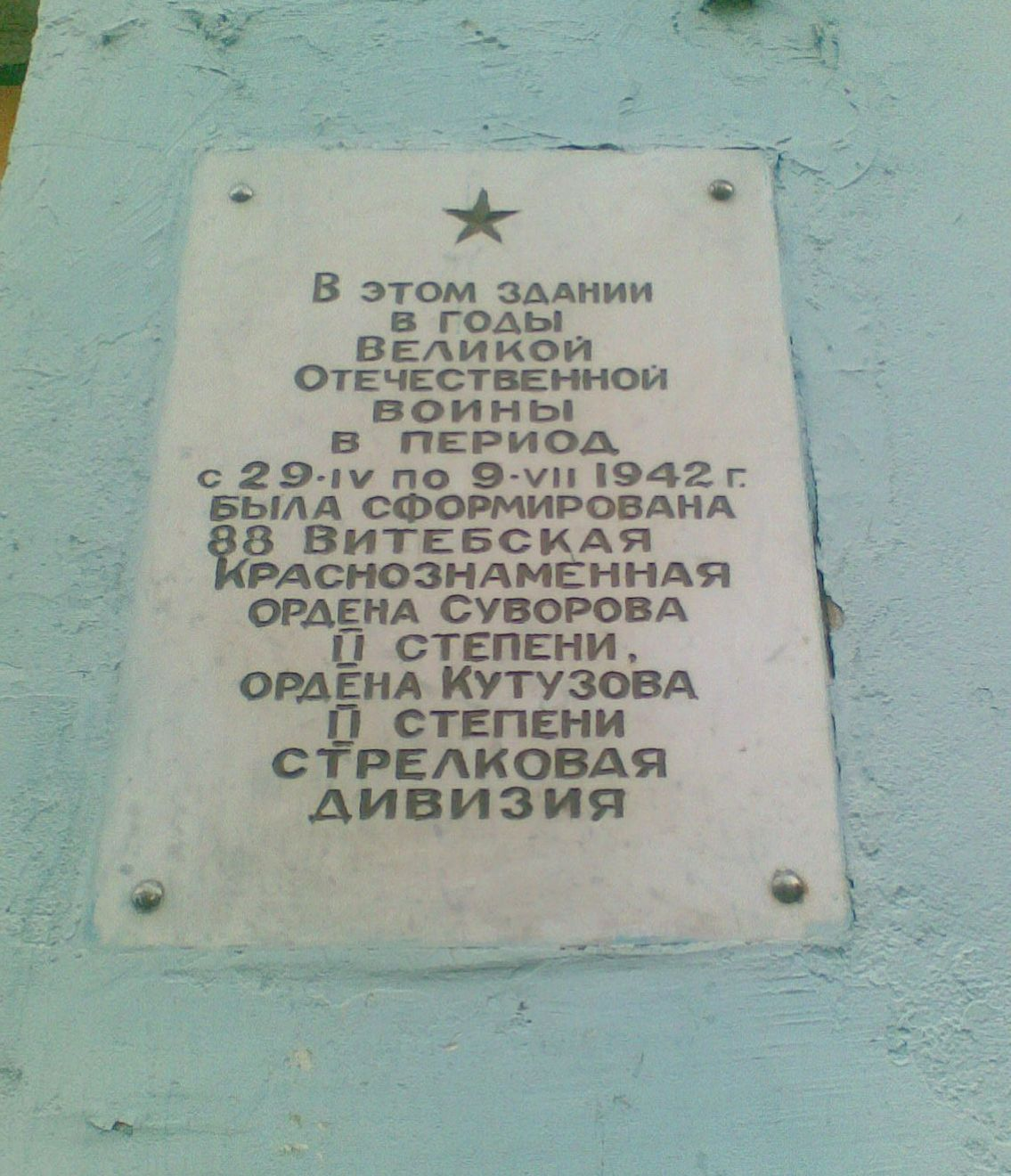
Мемориальная доска в память о формировании 88-й стрелковой дивизии на здании средней школы № 14 в Кимрах.

22 июня 1941 года началась Великая Отечественная война. Начало военных действий потребовало перестройки жизни Кимр на новый лад.
В городе была объявлена мобилизация. Всего на фронта войны было мобилизовано более 25 тысяч жителей Кимр и района. В июле 1941 года в Кимрах началось формирование 260-й стрелковой дивизии. Пункт формирования расположился в Гостином дворе. В дивизию вошли в основном кимряки (937 человек) и жители района (1825 человек). В 1942 году в здании средней школы № 14 в Савёлове расположился пункт формирования 88-й стрелковой дивизии. Также некоторое время там размещался военный госпиталь.
Савёловский станкостроительный завод со всем оборудованием и работниками был эвакуирован в Омск, а затем в Казань. В 1944 году этот завод получает номер «491». Многие работники предприятия отправились добровольцами на фронт, один из них — Иван Гаврилович Топориков, посмертно получил звание Героя Советского Союза. Ныне его имя носит одна из улиц Кимр.
В период битвы за Москву Кимры, располагавшиеся менее чем в сотне километров от линии фронта, неоднократно подвергались авиационным бомбардировкам и обстрелам. Впервые немецкая авиация обстреляла город осенью 1941 года. По свидетельствам очевидцев, 17 октября немецкий самолёт сбросил на центр города около семи бомб. Вторая бомбардировка прошла 29 декабря, жители окрестили её «новогодним гостинцем фюрера»: на Кимры было сброшено около 11 бомб. Последняя известная атака произошла 15 марта 1942 года: немецкий самолёт сбросил на город одну бомбу.
В годы войны в городе активно работали швейная фабрика имени Горького и другие предприятия. Коллективы предприятий неоднократно завоёвывали переходящие знамёна Государственного Комитета Обороны, получали благодарности от И. В. Сталина.

#### 1945—1991 годы
После войны в Кимрах началось активное развитие промышленности. Расширялось производство Кимрской трикотажной фабрики, фабрики имени Горького. Обувная фабрика «Красная звезда» к 1950 году сумела перекрыть довоенный объём выпуска продукции.
В Савёлово из эвакуации вернулось машиностроительное производство станкостроительного завода, в 1966 году преобразованное в Савёловский машиностроительный завод (с 1979 года — СПО «Прогресс»). Завод стал градообразующим предприятием для правобережной стороны Кимр. Для рабочих СМЗ на месте деревень Новое Савёлово, Старое Савёлово и Шиково[./Кимры#cite_note-_a0165b3308f97a18-75 [74]] был возведён крупный жилой микрорайон с детскими садами, школами, профилакторием. В 1957 году были открыты Савёловский машиностроительный техникум и дворец заводской культуры «40 лет Октября». В 1980-е годы недалеко от посёлка Южный при непосредственном участии СПО «Прогресс» была возведена медсанчасть.
Развивалась деревообрабатывающая промышленность: в районе деревни Борки на правом берегу Волги было создано производственное объединение «Волжский опытно-экспериментальный комбинат» (ВОЭК), который сначала назывался «Деревообрабатывающий комбинат» (ДОК). Комбинат стал градообразующим для посёлка Южный.
В 1978 году по типовому проекту московского института «Гипрокоммундортранс» был построен железобетонный четырёхпролётный мост через реку Волгу. В 1983 году был сдан в эксплуатацию мост через Кимрку.
14 июля 1987 года было учреждено звание «Почётный гражданин города Кимры», 17 июля в Кимрах был впервые проведён День города.
В 1990-х годах жители добились передачи верующим православных храмов города, в которых ранее размещались различные хозяйственные учреждения.

### Современный период

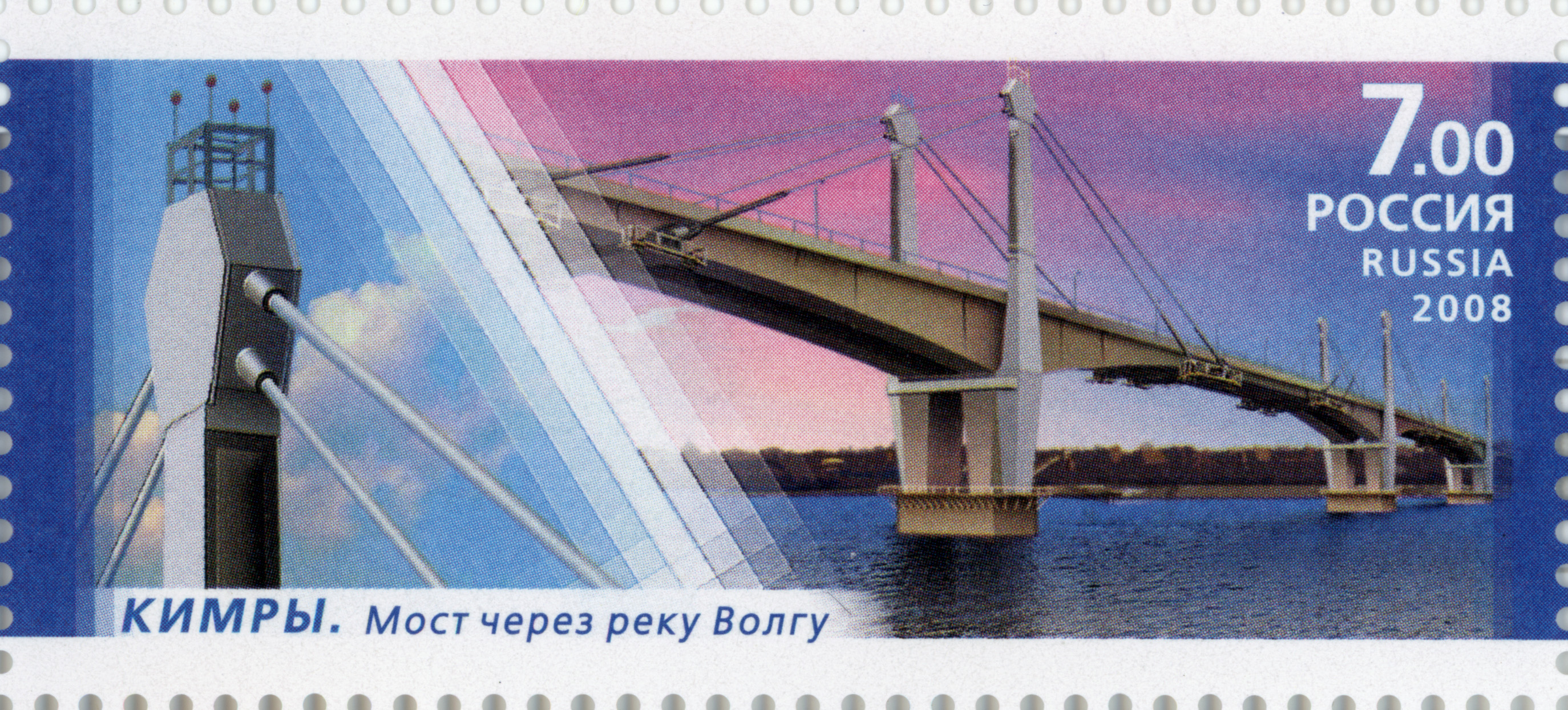
Мост через Волгу в Кимрах на почтовой марке России (2008).

В 2005—2022 годах Кимры являлись городским округом.
Начиная с 1990-х Кимры пережили упадок. Резко сократилось промышленное производство, снизился средний уровень жизни населения, выросла безработица. Одно за другим ликвидировались промышленные предприятия, в том числе ВОЭК. Был признан банкротом и к 2020 году окончательно закрыт градообразующий Савёловский машиностроительный завод.
Негативные изменения во всех сферах жизни отразились и на демографической ситуации в городе. Начался активный отток населения в Москву и северное Подмосковье, в меньшей степени в Тверь. В то же время в Кимры, как и во многие подобные города, начался приток населения с Кавказа и из Средней Азии.
В декабре 2005 года Кимрский мост, находившийся в предаварийном состоянии, был частично закрыт на реконструкцию. Проект реконструкции моста был разработан в 2004 году «ЗАО Институт „Стройпроект“» и включён в федеральную адресную инвестиционную «Программу по строительству внеклассных мостовых и транспортных сооружений на 2005—2010 года», что предусматривало выделение средств из федерального и областного бюджетов. В 2007 реконструкция завершилась.
В 2004 году на выборах Главы города победу одержал Максим Литвинов. В 2009 году он был избран на второй пятилетний срок. С 2020 года Литвинов по приговору суда отбывает 10-летний срок в местах лишения свободы.
14 сентября 2014 года состоялись выборы Главы города Кимры, на которых победу одержал кандидат от КПРФ Роман Андреев. Одновременно прошли выборы в Кимрскую городскую думу. 27 февраля 2017 года Кимрская городская дума приняла решение об отстранении Андреева от должности мэра; исполняющим обязанности руководителя администрации была назначена Светлана Брагина. С 31 января 2020 года по май 2022 года должность Главы города Кимры занимала Ирина Балковая.
Законом Тверской области от 5 мая 2022 года городской округ и муниципальный район со всеми входившими в его состав городским и сельскими поселениями были упразднены и объединены в Кимрский муниципальный округ.
Главой Кимрского муниципального округа назначен Андрей Лукьянов.

## Население
| 1859    | 1887    | 1897    | 1926    | 1931    | 1939    | 1959    | 1967    | 1970    | 1973    | 1976    | 1979    |
| ------- | ------- | ------- | ------- | ------- | ------- | ------- | ------- | ------- | ------- | ------- | ------- |
| 3011    | ↗3040   | ↗7017   | ↗19 000 | ↗21 400 | ↗35 185 | ↗41 243 | ↗50 000 | ↗53 384 | ↗58 000 | →58 000 | ↘57 760 |
| 1982    | 1986    | 1987    | 1989    | 1992    | 1996    | 1998    | 2000    | 2001    | 2002    | 2003    | 2005    |
| ↗59 000 | ↗60 000 | ↗61 000 | ↗61 535 | ↗61 800 | ↘60 700 | ↘60 300 | ↘59 300 | ↘58 500 | ↘53 650 | ↗53 700 | ↘51 400 |
| 2006    | 2007    | 2008    | 2009    | 2010    | 2011    | 2012    | 2013    | 2014    | 2015    | 2016    | 2017    |
| ↘50 500 | ↘49 800 | ↘49 400 | ↘48 873 | ↗49 628 | ↘49 388 | ↘48 562 | ↘47 625 | ↘47 235 | ↘46 771 | ↘46 101 | ↘45 504 |
| 2018    | 2019    | 2020    | 2021    |         |         |         |         |         |         |         |         |
| ↘44 743 | ↘44 125 | ↘43 216 | ↘40 875 |         |         |         |         |         |         |         |         |

На 1 января 2025 года по численности населения город находился на 391-м месте из 1124 городов Российской Федерации.
Национальный состав
По итогам переписи населения 2020 года проживали следующие национальности (национальности менее 0,1 % и другое, см. в сноске к строке «Другие»):
| Национальность | Численность, чел. | Доля     |
| -------------- | ----------------- | -------- |
| Русские        | 37 336            | 91,34 %  |
| Армяне         | 308               | 0,75 %   |
| Азербайджанцы  | 201               | 0,49 %   |
| Татары         | 179               | 0,44 %   |
| Украинцы       | 140               | 0,34 %   |
| Узбеки         | 120               | 0,29 %   |
| Таджики        | 118               | 0,29 %   |
| Цыгане         | 59                | 0,14 %   |
| Другие         | 2414              | 5,92 %   |
| Итого          | 40 875            | 100,00 % |

## Местное самоуправление
Кимры являются частью и центром Кимрского муниципального округа.
Местное самоуправление осуществляется на основании устава.
Представительным органом местного самоуправления является городская дума. Она состоит из 21 депутата, избираемых на муниципальных выборах сроком на 5 лет.
Высшим должностным лицом, осуществляющим местное самоуправление, является Глава муниципального округа. Он избирается жителями города сроком на 5 лет.
Исполнительно-распорядительным органом местного самоуправления муниципального округа является администрация. Она имеет статус юридического лица и печать с изображением герба города Кимры. Структура администрации Кимрского муниципального округа утверждается Кимрской окружной Думой по представлению Главы округа. Заместители Главы администрации округа назначаются Главой округа.

## Внутреннее деление

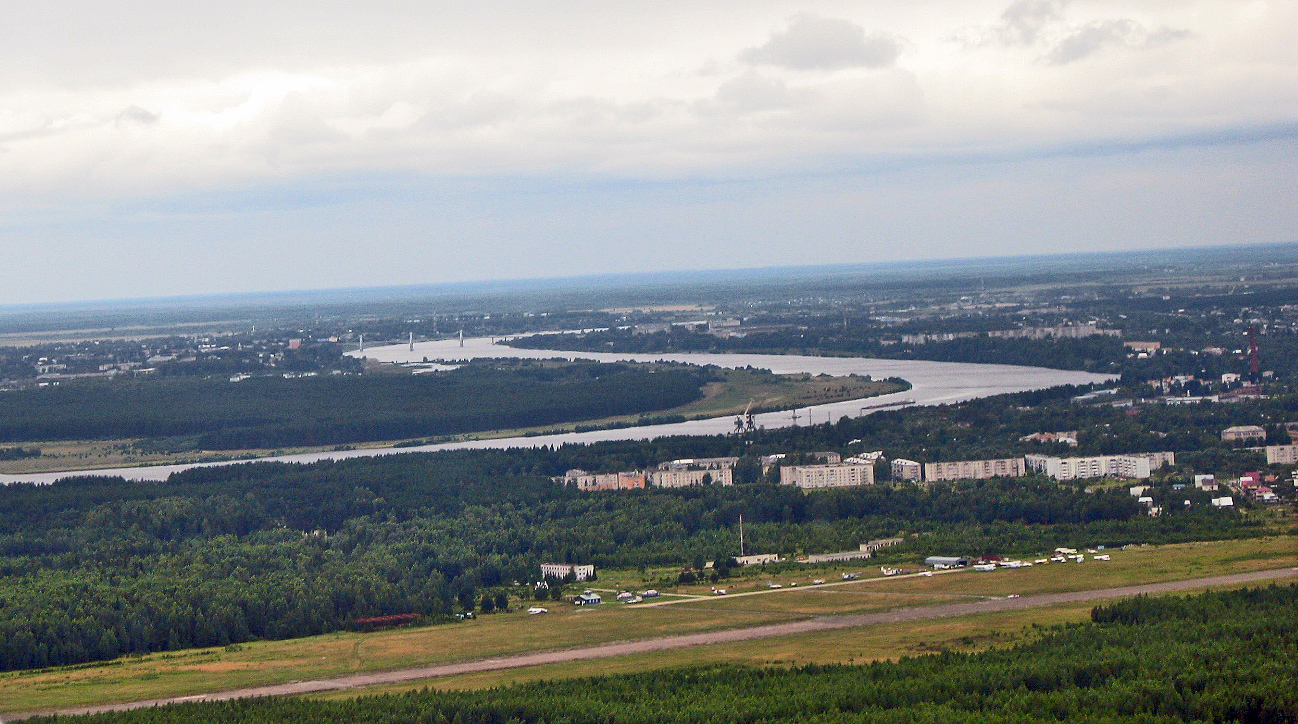
Вид на Кимры со стороны аэродрома «Борки».

Согласно Генеральному плану города Кимры, город подразделяется на шесть исторически сложившихся территориальных единиц:
- Центр
- Микрорайон имени Калинина
- Савёлово (Старое и Новое)
- Заречье
- посёлок Южный (ДОК)
- Бургора́
- Шелковка

На левом берегу реки Волги расположена центральная часть города, в которой размещены органы власти, с одной стороны плавно перетекающая в микрорайон имени Калинина, а с другой стороны отделённая рекой Кимркой, впадающей в Волгу, от заречной части города (Заречье).
На правом берегу Волги расположен район Савёлово. Посёлок Южный отделён лесополосой от Савёлово (несколько километров).

## Экономика

### Промышленность

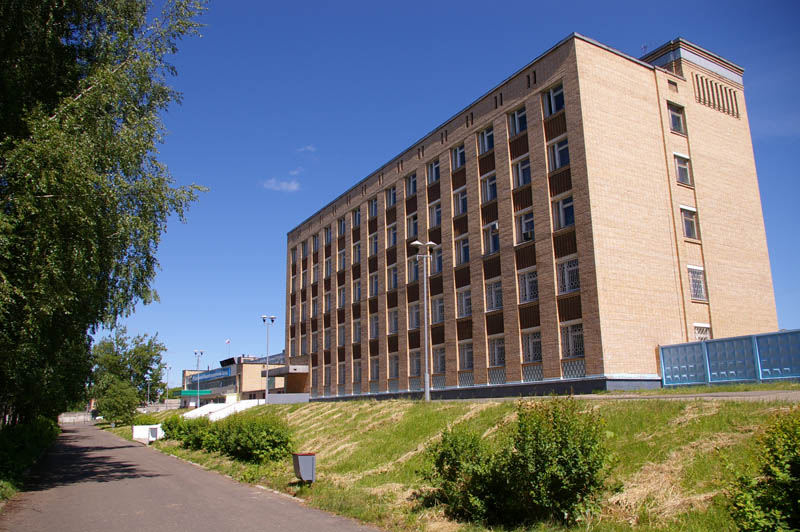
Здание заводоуправления Савёловского машиностроительного завода

В Кимрах работают 48 больших и малых предприятий, которые занимаются различным производством — станкостроением (ОАО «Кимрский машиностроительный завод»), деревообработкой, строительными технологиями (ООО «Квант», Компания «Каменный Век»), высокотехнологичным приборостроением (НПФ «Центргазгеофизика»), металлообработкой (ЗАО «ХС-Наука», ОАО «МДС-микро», КЗТО «Радиатор») производством изделий из пластмассы (Завод «КИН», ООО «МСТК ГРУПП»), обувной (ЗАО «Никс», ЗАО «Компания „ФАРАДЕЙ“», ООО «Красная звезда») швейной промышленностью (ЗАО «Кимрский льнотрикотаж», ЗАО «Тверской трикотаж», Кимрская швейная фабрика «Сириус») пищевой промышленностью (Кимрский хлебокомбинат, молокозавод «Центральный»), а также производством средств индивидуальной защиты человека (ОАО «Кимрская фабрика им. Горького») и т. д..
По данным Федеральной налоговой службы Российской Федерации, в 2013 году городские предприятия выпустили продукции на 4 миллиарда 318 миллионов рублей, что в 7 раз больше городского бюджета Кимр.
В 1990—2000-е годы градообразующий для правобережной части города Савёловский машиностроительный завод пережил упадок. Вёлся ремонт помещений и процесс установки нового оборудования. Планировалось, что СМЗ станет головным поставщиком металлообрабатывающего оборудования для предприятий госкорпорации «Ростехнологии». После завод выкупил станкостроительный холдинг «СТАН». В 2020—2021 года завод не функционировал. В 2022 году завод был выкуплен частным лицом, многие цеха были снесены, в других корпусах ведется реконструкция и создаётся инновационно-промышленный парк «Савеловский».
Фабрика имени Горького является одним из лидером отрасли по производству средств индивидуальной защиты человека. Предприятие оснащено современным европейским оборудованием. Весной 2014 года генеральный директор фабрики Игорь Жохов был отмечен Благодарностью губернатора Тверской области Андрея Шевелёва «за многолетний добросовестный труд и значительный личный вклад в социально-экономическое развитие Тверской области».
Ведущим предприятием обувной промышленности города является фабрика «Никс», выпустившая 10 августа 1999 года свою первую продукцию.

### Туризм
В 2013 году в Тверской области началась реализация проекта «Сохранение и использование культурного наследия в России». В Кимрах было решено реализовать проект «Столица сапожного царства».
На территории Кимр и района с 2011 года проводится один из крупнейших в России фестивалей исторической реконструкции «Былинный берег», посвящённый культуре и традициям древнерусского государства и скандинавских народов в IX—XI веках, а также становлению Волжского торгового пути.
В городе функционирует Кимрский краеведческий музей, основанный в 1918 году кооперативной организацией «Кредитсоюз». Постоянно действующая экспозиция, рассказывающая об истории края и о развитии в Кимрах обувной промышленности, была открыта в июле 1990 года.
В 2020-х гг [когда?] уделяется внимание развитию города как туристического центра.

## Транспорт

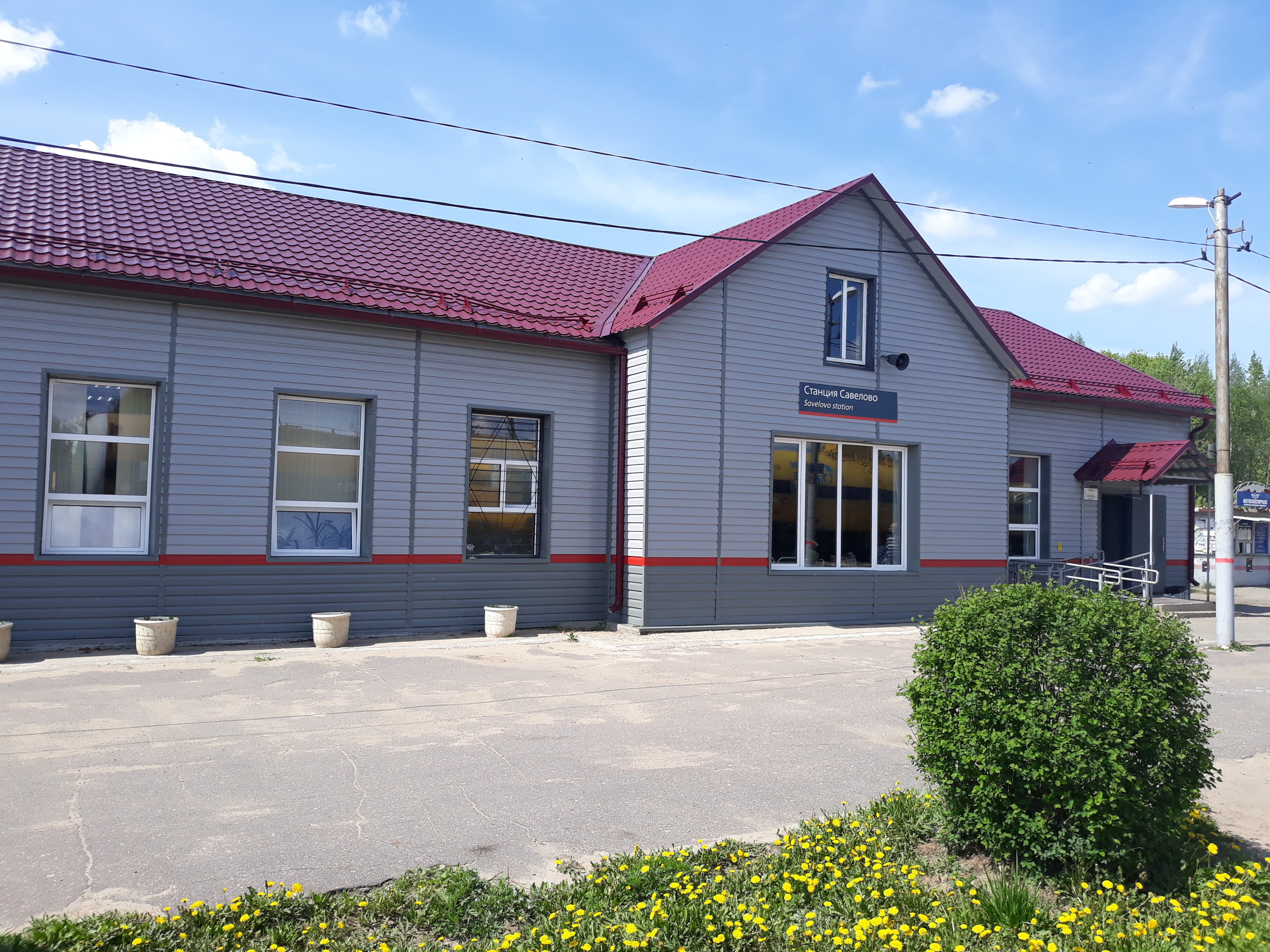
Железнодорожная станция «Савёлово»

В Кимрах расположена железнодорожная станция Савёлово (на правом берегу Волги) на Савёловском железнодорожном радиусе (Москва — Савёлово — Сонково — Мга — Санкт-Петербург) Октябрьской железной дороги. Станция является конечной для электропоездов из Москвы, далее на тепловозной тяге местные пассажирские поезда идут до Рыбинска, Углича и Сонкова.
На правом берегу Волги расположен грузовой порт.
На левом берегу имеются пассажирские причалы. Регулярное пассажирское сообщение по Волге с 2004 года отсутствует.
Левобережная и правобережная части города связаны между собой мостом через Волгу, открытым в 1978 году. До этого времени переправа осуществлялась при помощи пассажирского и грузового паромов. Район Заречье и центр города связаны мостом через р. Кимрка.
В полутора километрах от города находится аэродром «Борки», эксплуатантом которого является ФГУП «Национальный аэроклуб России им. В. П. Чкалова».
Городской транспорт представлен, примерно, 10-ю городскими и 15-ю пригородными автобусными маршрутами.

## Культура
В городе Кимры и Кимрском районе Тверской области c 2011 года ежегодно проводится фестиваль исторической реконструкции «Былинный берег», поддерживаемый государственными органами. В 2018 году фестиваль, по данным аналитического агентства ТурСтат, вошел в топ-3 самых ожидаемых событий России, а также получил Гран-при престижной премии в области событийного туризма Russian Event Awards в номинации «Лучшее туристическое событие исторической направленности».
В городе работает краеведческий музей, включающий в себя Мемориальный зал А. Н. Туполева, родившегося в нынешнем Кимрском районе.
12 июня 2016 года на базе Выставочного зала города Кимры состоялось торжественное открытие городской художественной галереи.
В городе работает театр драмы и комедии, основанный в 1942 году. До октября 2018 года директором и художественным руководителем театра был Народный артист России Олег Лавров (1948—2018). С ноября 2018 года художественный руководитель театра — Заслуженный артист России Евгений Сикачёв (род. 1959).

ДК им. 40 Лет Октября. Фото с сайта Яндекс. Карты

В правобережной части города находится Дом культуры им. 40 лет Октября (1957), где регулярно выступают приглашенные из Москвы и других городов артисты и местные художественные коллективы.

## СМИ
В городе издаются газеты «Кимры Сегодня», «Кимрский вестник», «Кимрская правда», «Официальные Кимры». Газета «Кимрский вестник» является одной из старейших в Тверской области, издаётся с 1918 года.

## Религия
На начало XX века в Кимрах было 6 православных храмов, а также подворье Ильинского Свято-Троицкого женского монастыря. После развёрнутой в 1930-х годах антирелигиозной кампании в Кимрах уцелело лишь два из них — Спасо-Преображенский собор и церковь Вознесения Господня. В здании подворья ныне располагаются магазины и спортивный зал.
Спасо-Преображенский собор — пятиглавый, трёхпрестольный. Кроме главного престола Преображения Господня, два придела — Ильи Пророка и Трёх святителей. В архитектуре храма сочетаются неорусский стиль и модерн, он рассчитан на тысячу молящихся. Композиционно состоит из храмовой части, апсиды и трапезной. Увенчан пятью шатрами со световыми барабанами.
Храм Вознесения Господня является объектом культурного наследия Российской Федерации. Он выстроен из кирпича, оштукатурен, детали декора выполнены из белого камня. Имеет апсиду, трапезную, два придела. Четырёхъярусная стройная колокольня увенчана барабанчиком с главкой. До революции на ней звонили 10 колоколов. Главный престол храма — Вознесения Господня, правый придел — Успения Божьей матери, левый — Великомученика Дмитрия Солунского.
В правобережной части города неподалёку от места уничтоженного в 1930-е годы каменного храма Иоанна Предтечи в 2018—2020 годах был построен деревянный храм, где стали регулярно осуществляться богослужения.

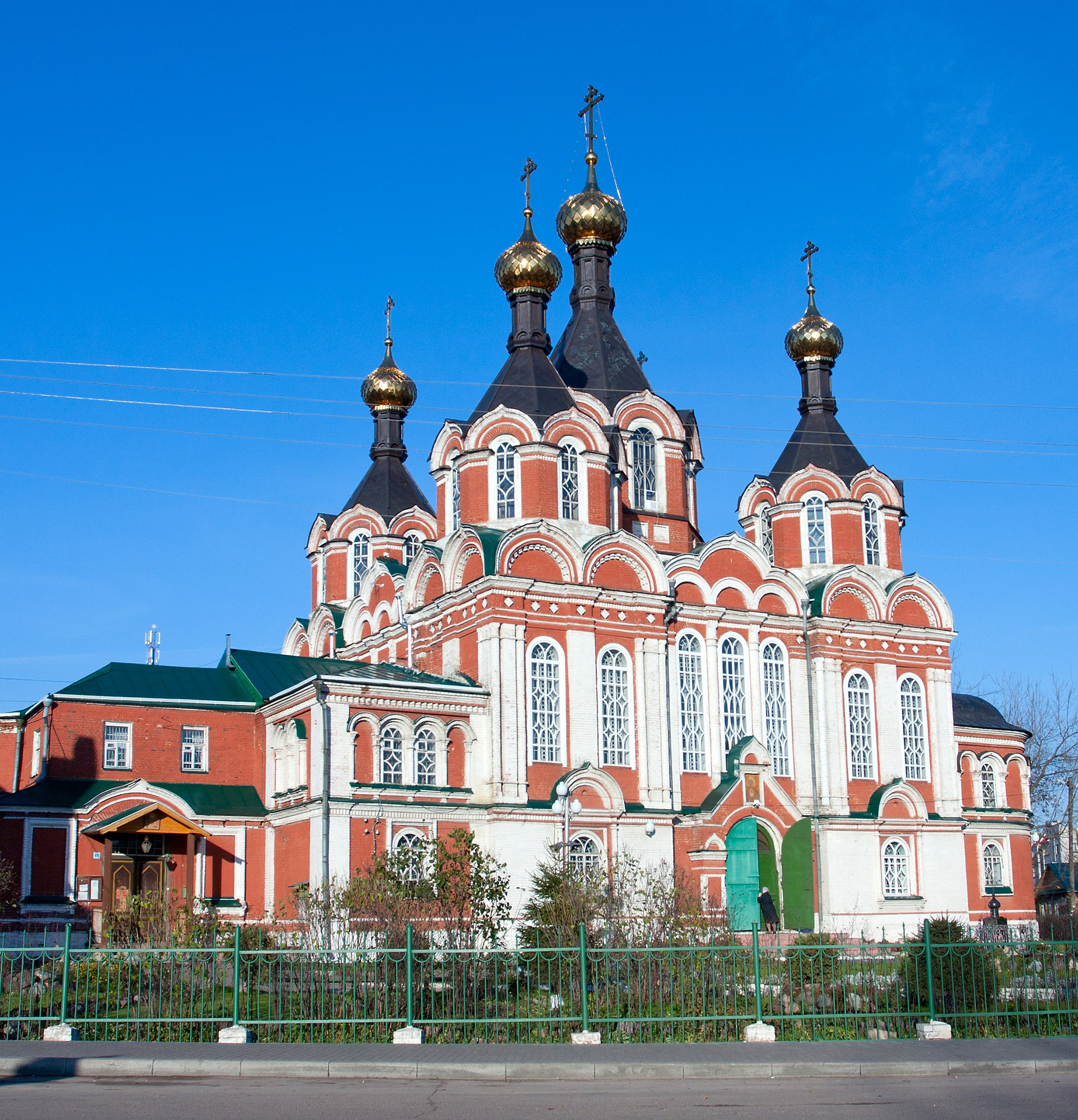
Спасо-Преображенский собор
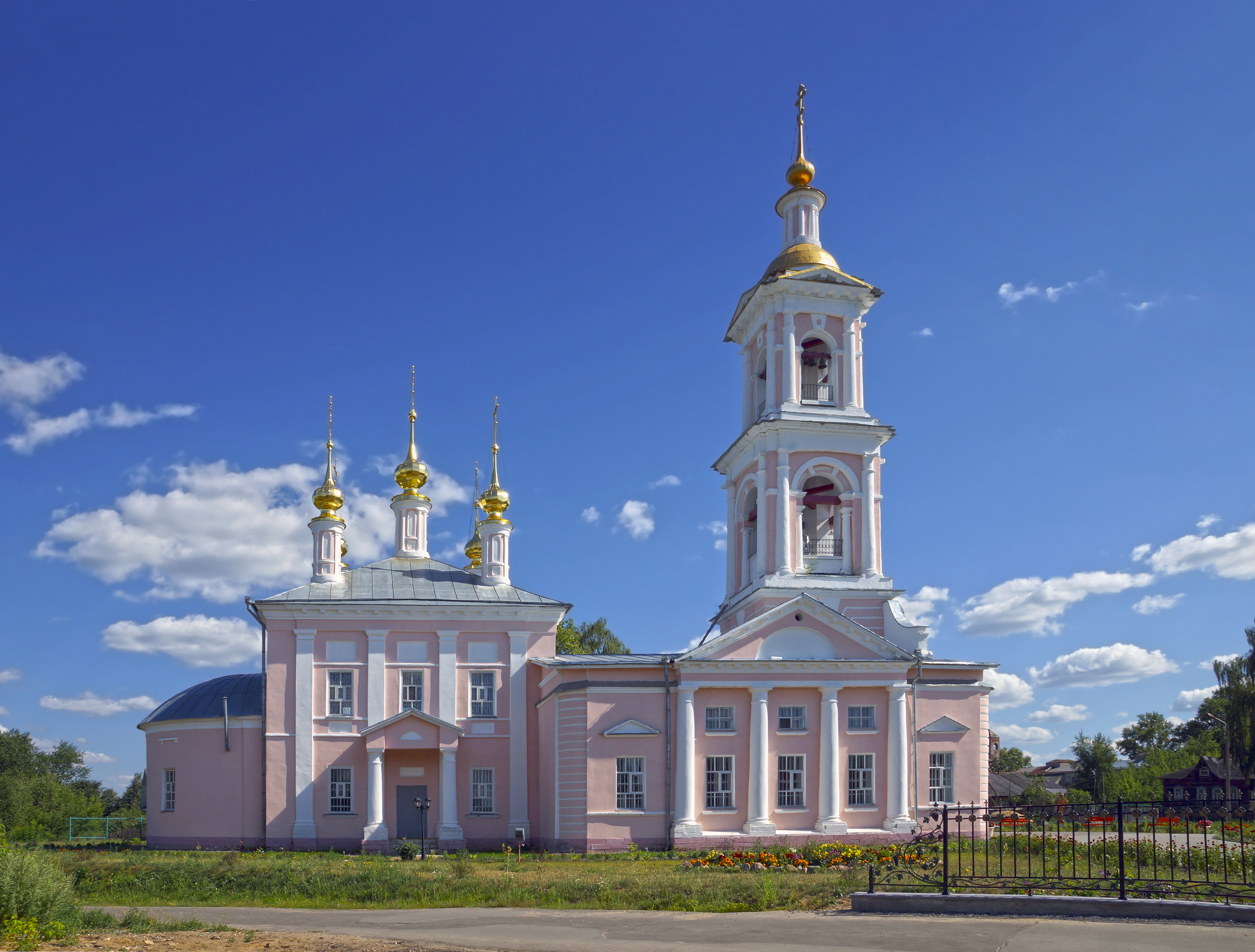
Церковь Вознесения Господня
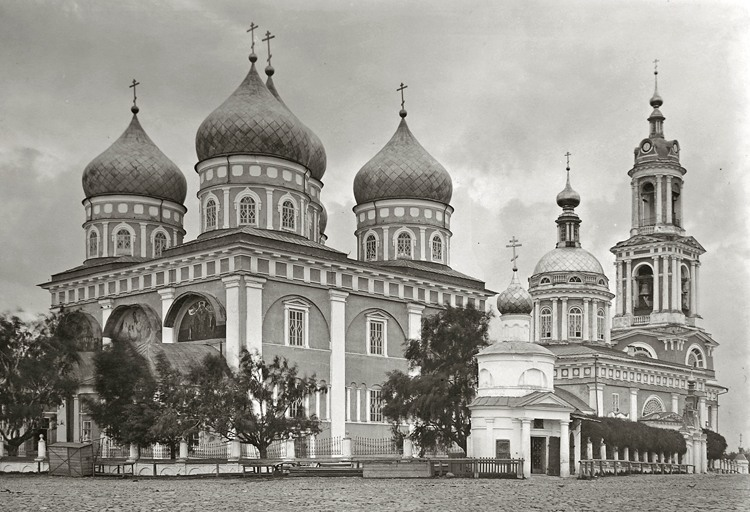
Покровский и Троицкий соборы (уничтожены в 1930-х годах)
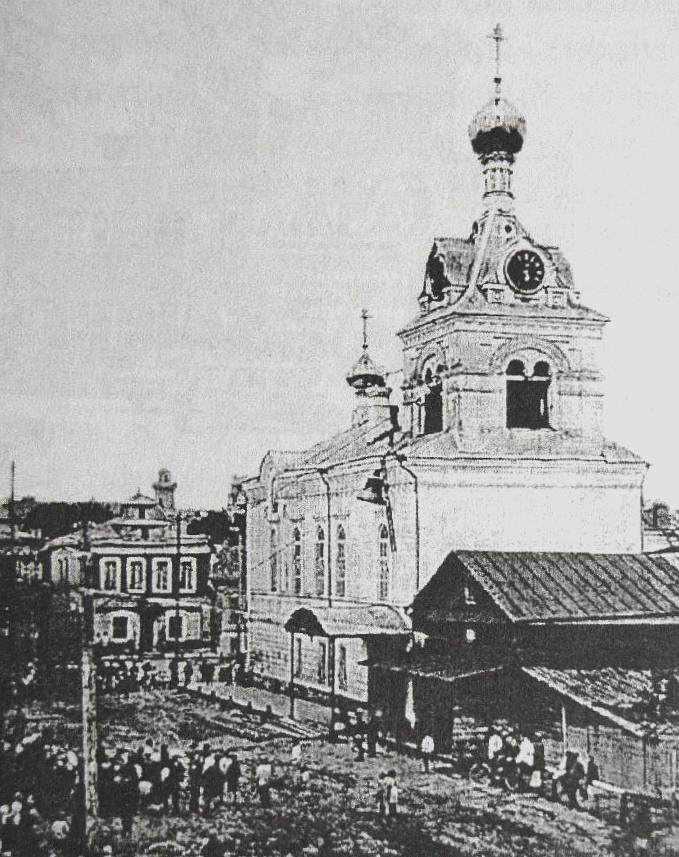
Подворье Ильинского Троицкого монастыря (упразднено в 1925 году)

Построенный заново Храм Иоанна Предтечи, пророка Захарии и праведной Елисаветы

Храм Иоанна Предтечи, пророка Захарии и праведной Елисаветы (уничтожен в 1930-е гг.)

## Архитектура
Всего в городе 119 памятников архитектуры, из них 98 охраняются государством на местном уровне, 1 — на республиканском (Вознесенская церковь).
Крупные разрушительные пожары 1787 и 1859 годов практически полностью уничтожили деревянную застройку села Кимры. Самое старое здание Кимр (не считая церковь Вознесения Господня 1813 года постройки) — двухэтажный бревенчатый дом, построенный в 1815 году и расположенный на пересечении улиц Карла Либкнехта и Шевченко.
В Кимрах сохранилась часть ансамбля купеческой застройки конца XIX — начала XX века. Среди них особо выделяются деревянные дома, выполненные в стиле «модерн», это дом купцов братьев Лужиных, более известный как «Теремок» (1900-е годы, улица Кирова, 28б), дом А. Е. Рыбкина (1912 год, набережная Фадеева, 10), дом доктора Н. А. Жардецкого (1920-е годы, улица Кирова, 3) и другие. Яркие образцы каменного модерна в Кимрах — дом купца Кожевникова (1911 год, улица К. Маркса, 3), здание почтамта (1910 год, улица Володарского, 18), дом купца Теплова (1906 год, улица Кирова, 5), дом производителя обуви В. С. Шокина (1917 год, улица Володарского, 11). Часть домов была построена обогатившимися горожанами в период НЭПа.

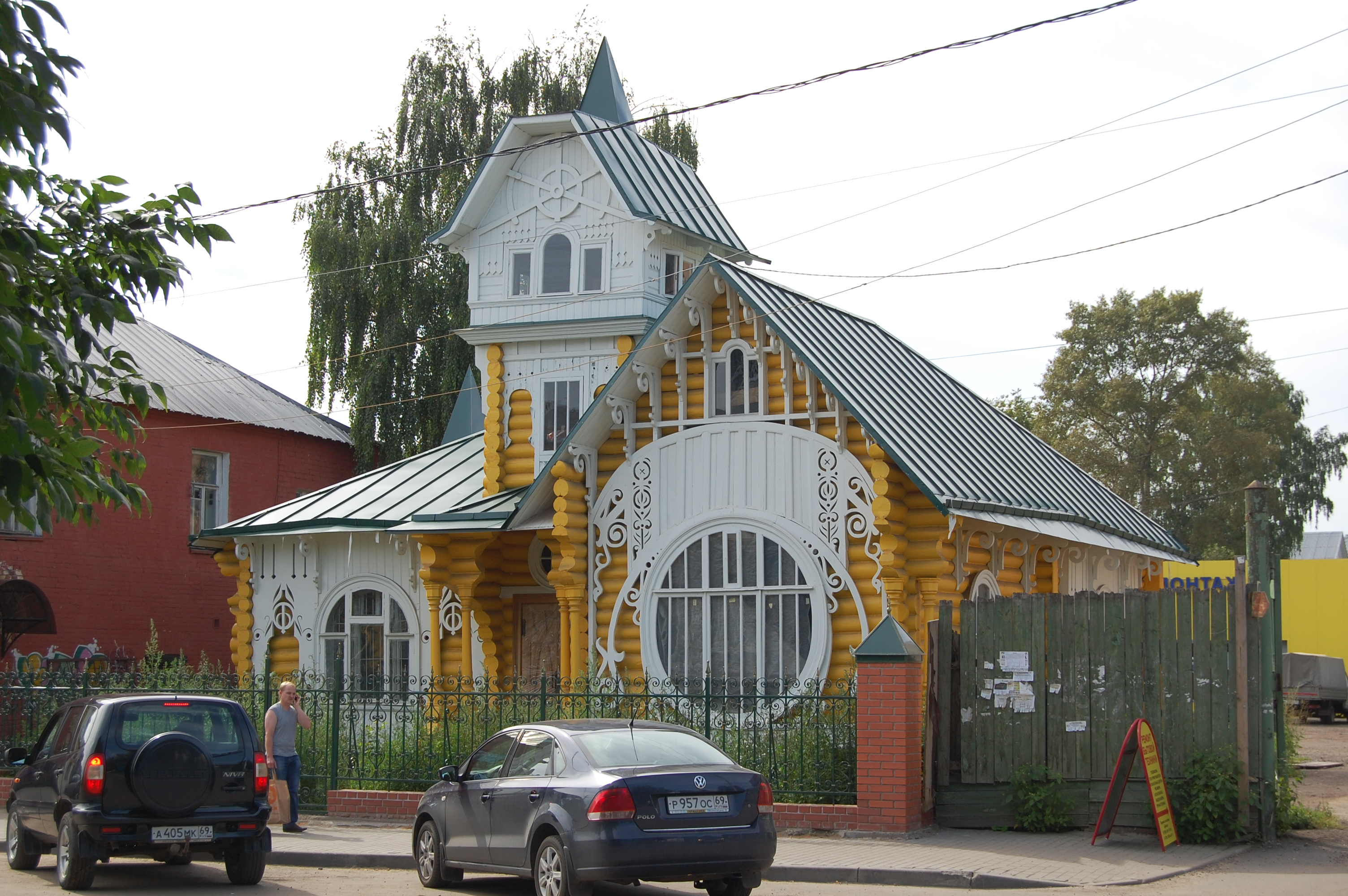
Деревянный дом купцов братьев Лужиных («Теремок») в стиле «модерн».
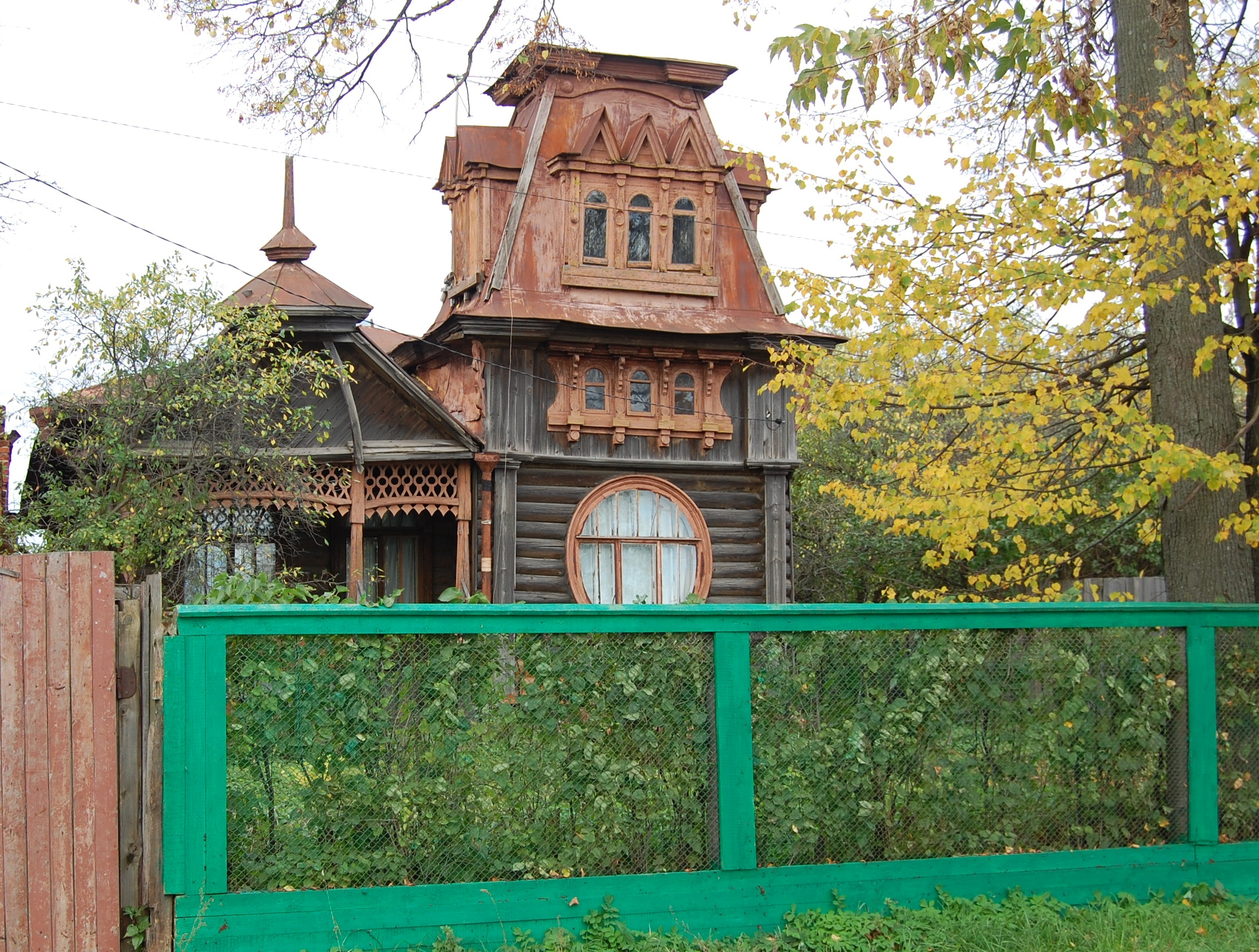
Деревянный дом купца Рыбкина в стиле «модерн».
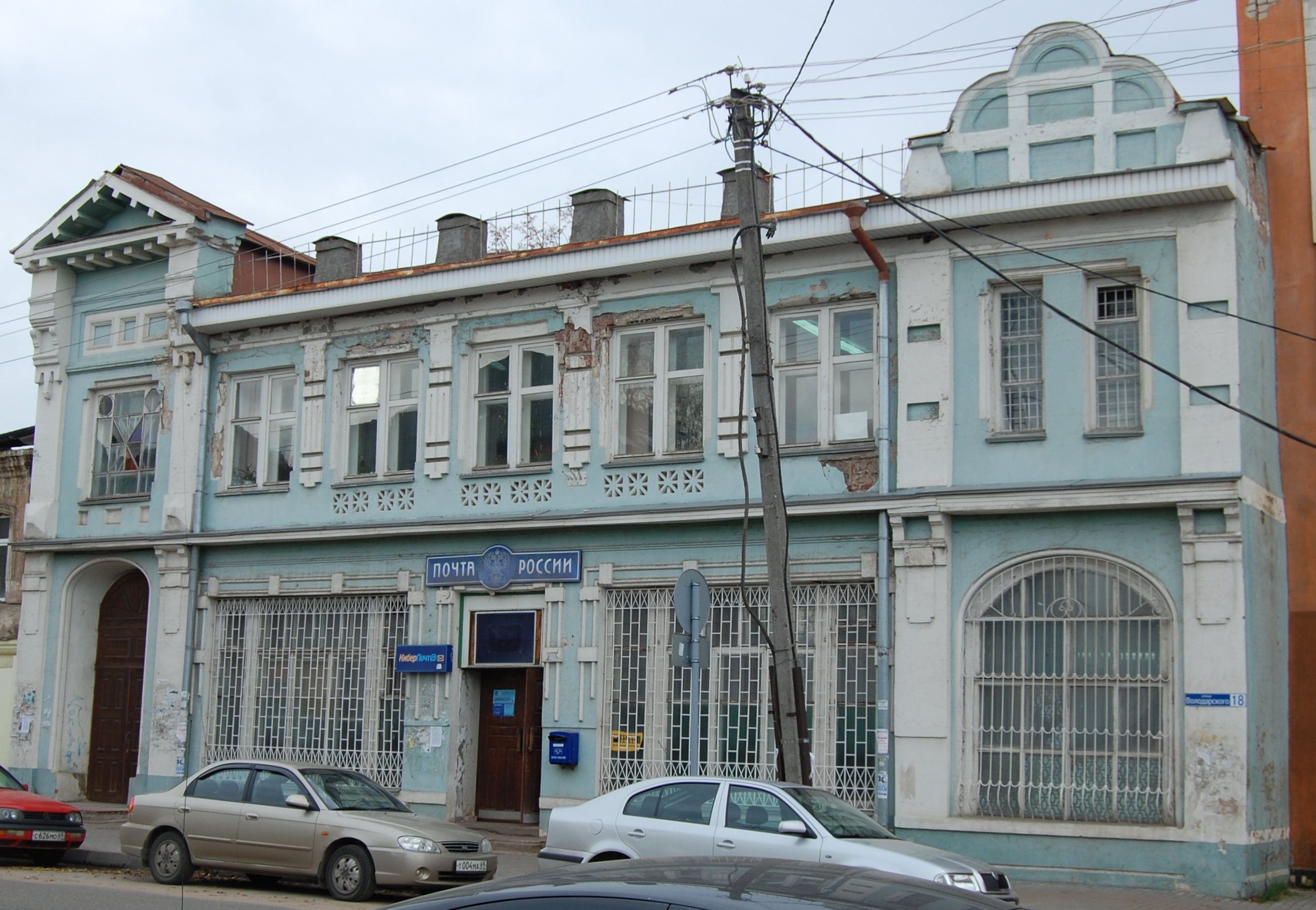
Общественное здание, ныне почтамт, улица Володарского, 18
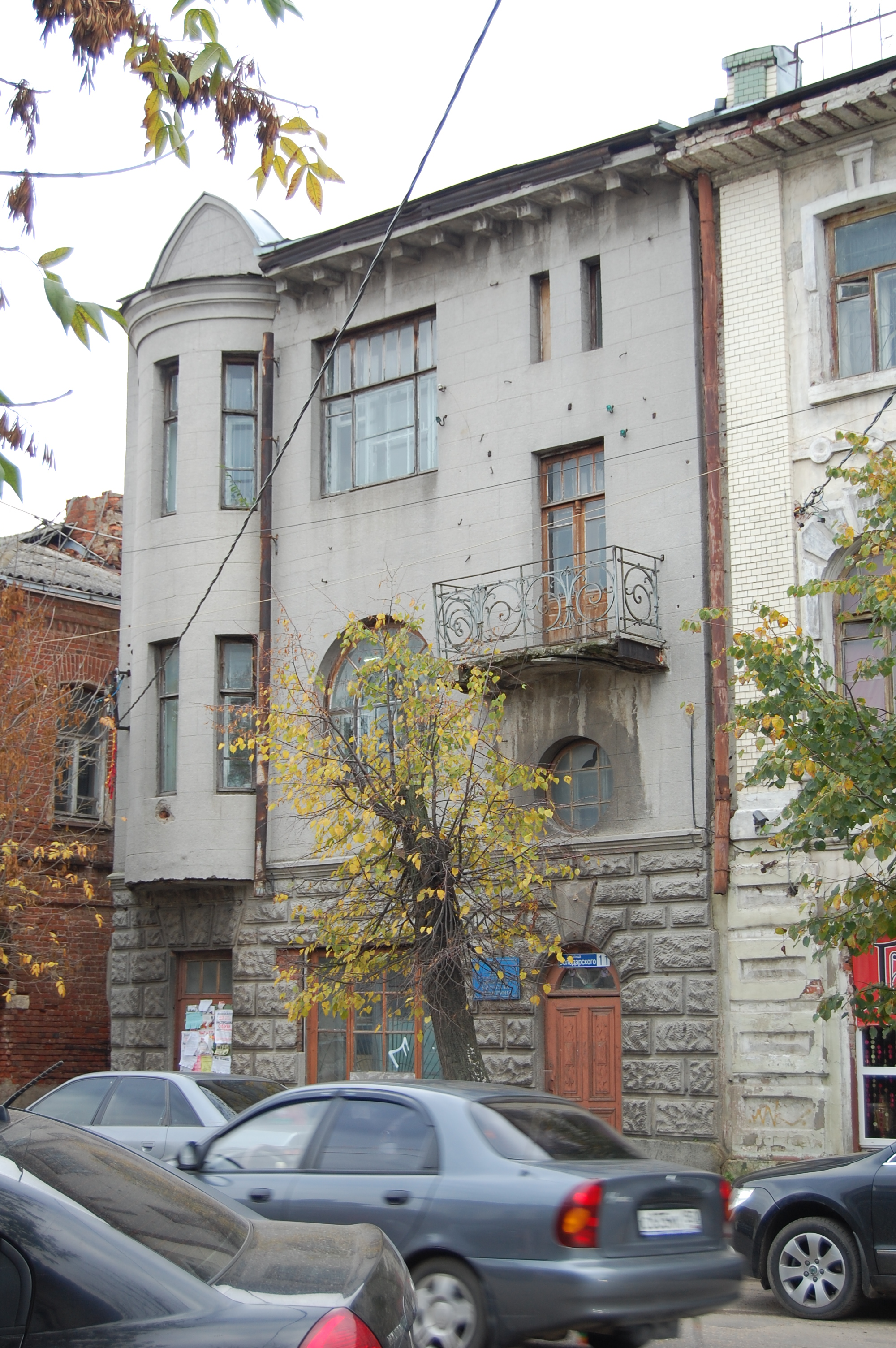
Дом обувщика Шокина, улица Володарского, 11. Образец северного модерна.

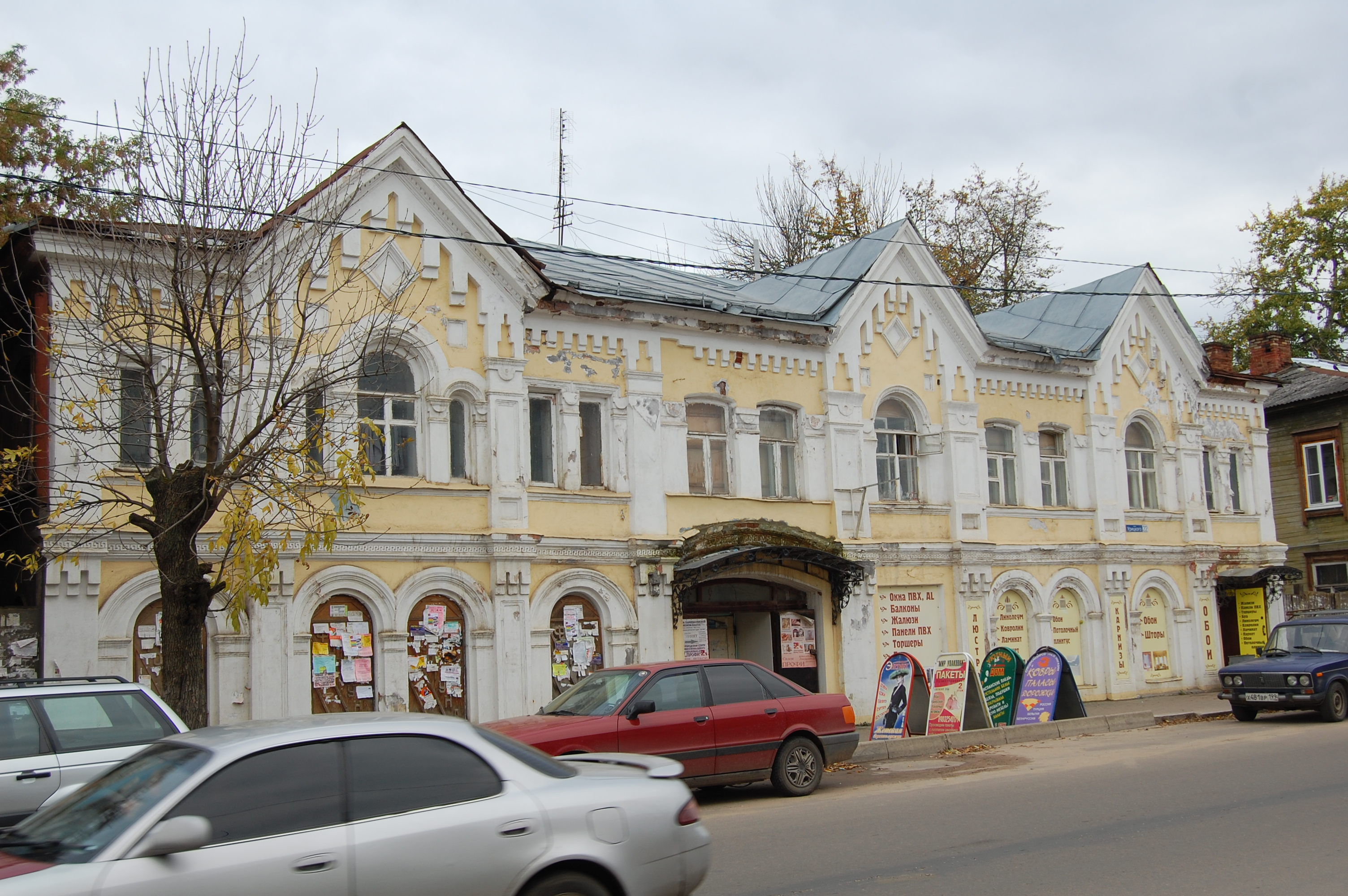
Дом купца Тунцова, улица Урицкого, 22. С 1941 по 1990-е гг. — Кимрское медицинское училище.
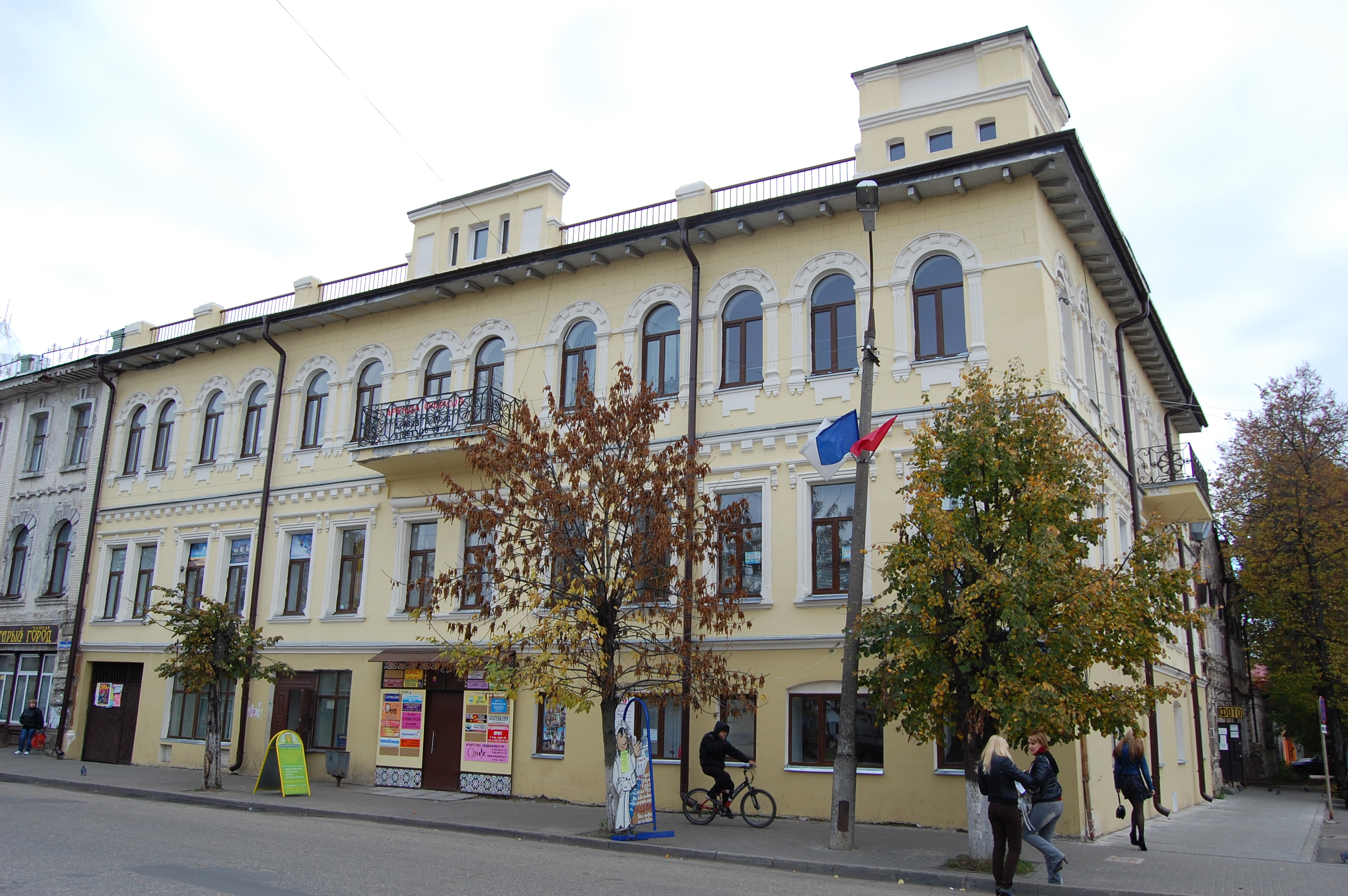
Дом купца Горбылёва (конец XIX — начало XX вв.), улица. Володарского, 7/5. Второй этаж сдавался в аренду Азово-Черноморскому банку. Затем — Городская управа. Одна из первых трёхэтажных построек села Кимры.
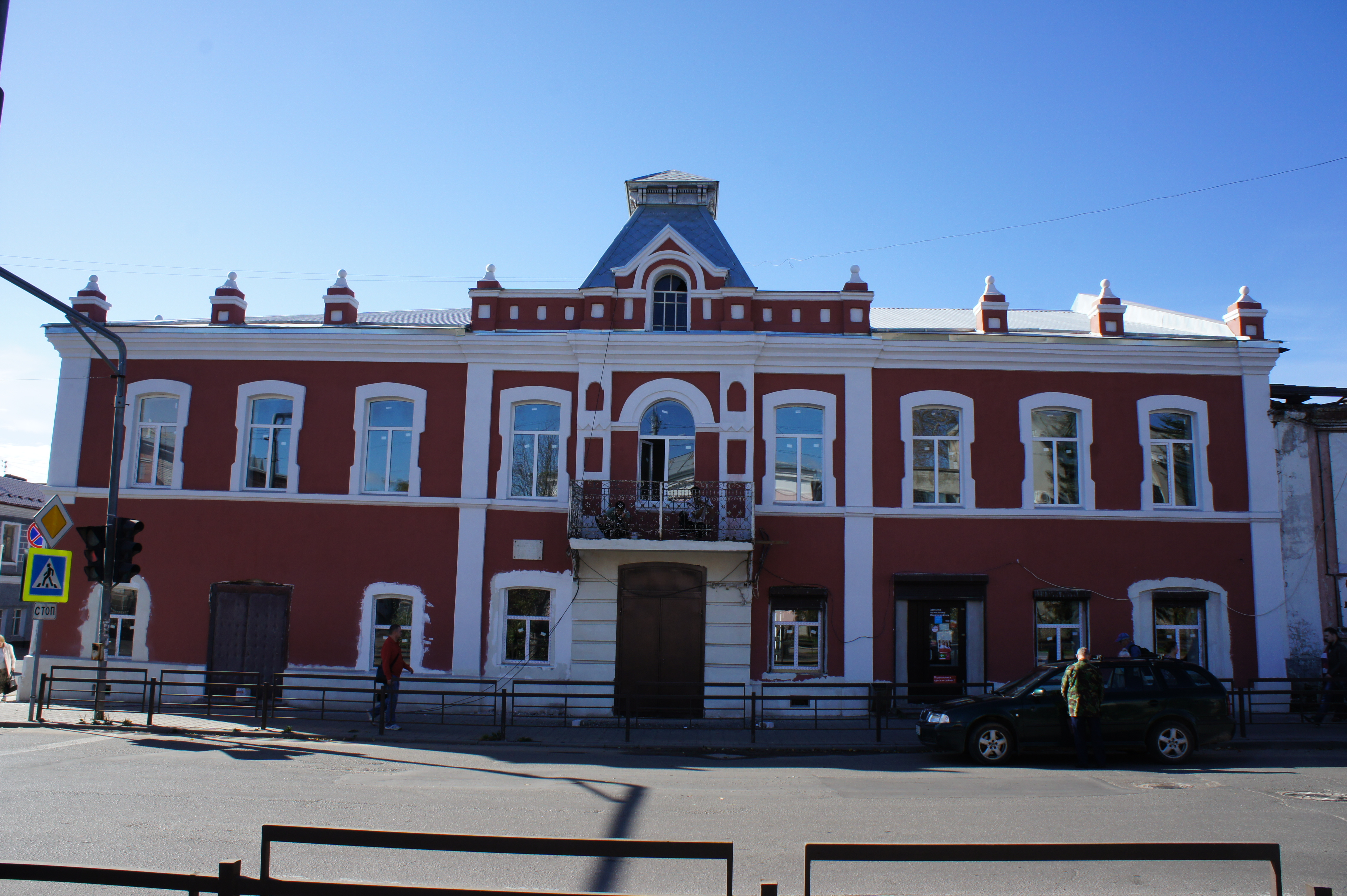
Бывший Дом крестьянина (1926), улица Урицкого, 10/14. Ныне Художественная галерея.
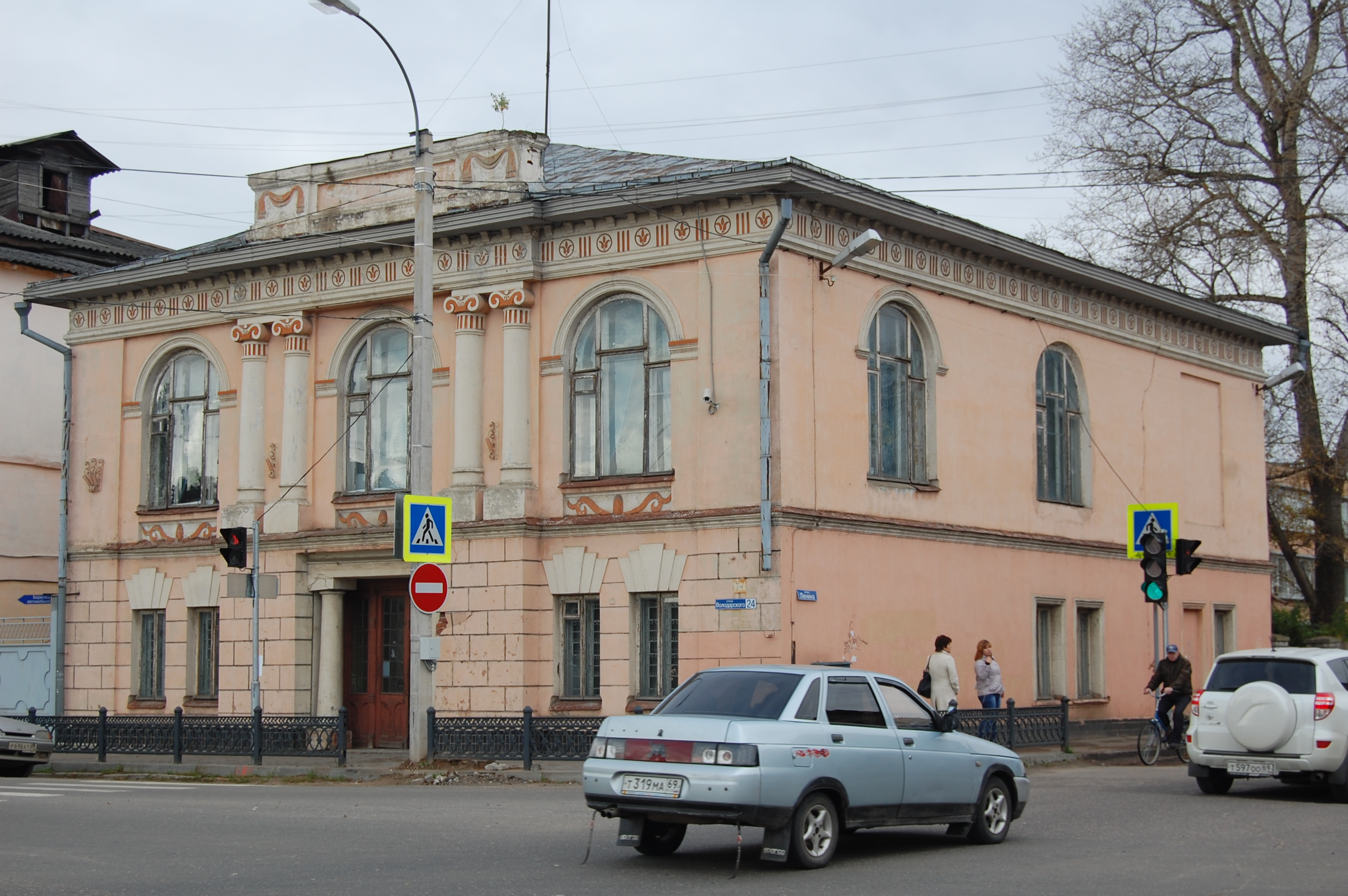
Общественный банк (1912), улица Володарского, 24/1.

В 1990-е годы в здании Гостиного двора (1913—1914, Октябрьская пл., 4/5) произошёл пожар, с этого момента началось его разрушение, а также располагающихся рядом Торговых рядов (середина XIX в., 1909 г., угол ул. Володарского и ул. Урицкого). Отсутствие необходимых мер по сохранности памятника архитектуры привело к обрушению фасада Гостиного двора, случившемуся в ноябре 2019 года. После обследования руин и экспертного заключения здание будет выставлено на торги с условием охранного обязательства, предусматривающего полное восстановление объекта. По мнению известного краеведа и архитектора-реконструктора Александра Можаева, современники наблюдают процесс исчезновения исторической застройки Кимр.
По состоянию на 20 декабря 2022 года вокруг остатков стен здания Торговых рядов устанавливаются строительные леса.

## Памятники

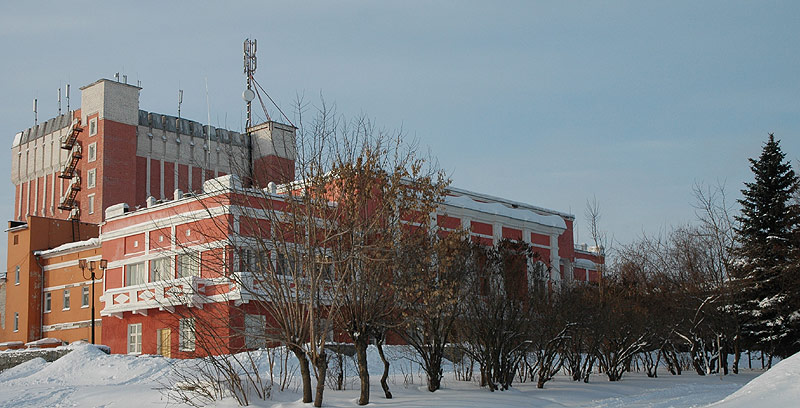
Муниципальный драматический театр

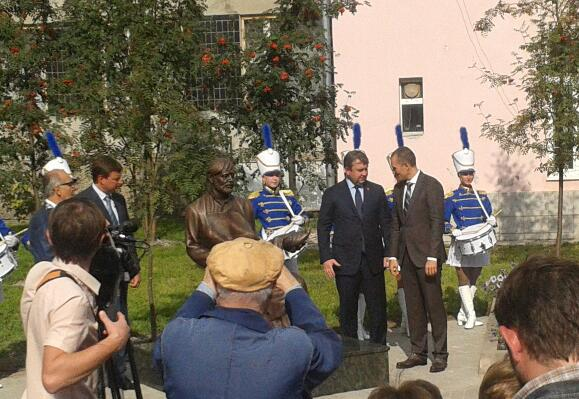
Торжественное открытие памятника сапожнику 9 сентября 2014 года.

В центре города на Театральной (до 1917 года Соборной, позднее Октябрьской) площади в 1971 году установлен обелиск Победы, около него лежит капсула с надписью: «Здесь замуровано послание к потомкам. Вскрыть 9 мая 2071 года». Обелиск построен в форме трёхгранного штыка. По утверждению краеведа Кудинова Н. С. прообразом для обелиска стал один из сапожных инструментов, что говорит об основном историческом ремесле кимряков. На этой же площади расположен бронзовый памятник В. И. Ленину (установлен в 1961 году).
На Майской площади города в 1979 году был установлен бюст авиаконструктора, трижды Героя Социалистического Труда А. Н. Туполева, который родился в сельце Пустомазово, недалеко от Кимр. Скульптор — Х. Б. Геворкян.
В сквере у Савёловского машиностроительного завода расположен монумент рабочим предприятия, погибшим на фронтах Великой Отечественной войны. Тут же установлены памятные знаки, посвящённые погибшим в боевых условиях в период Афганской войны и на Северном Кавказе.
У здания городской медсанчасти в 2011 году был установлен памятник древнегреческому врачу Гиппократу. Скульптор — С. С. Сардарян.
В правобережной части города (Савёлово) установлен памятник-самолёт Ту-124, в 1984 году подаренный Савёловскому машиностроительному заводу конструкторским бюро Туполева. В 2018—2019 годах самолёт был переставлен на новое место и отреставрирован, устроена подсветка салона и навигационные огни, имитирующие полёт.
9 сентября 2014 года в Кимрах был открыт первый в России памятник сапожнику. Скульптура работы С. С. Сардаряна, изображающая сапожника за работой, была установлена рядом со зданием мэрии на народные средства. На торжественном открытии монумента присутствовали губернатор Тверской области Андрей Шевелёв и спикер Законодательного собрания Тверской области Андрей Епишин. «Отдавая дань уважения мастеровым людям, мы демонстрируем нашим детям, насколько важно любить своё дело, заботиться о родной земле», — заявил в своей торжественной речи Шевелёв.
В Кимрах установлено около 20 мемориальных и памятных досок в память о различных людях или событиях: на входе на стадион «Красная звезда» в память о визите туда в 1919 году М. И. Калинина, на здании медицинского училища в память о расположенном там в годы ВОВ госпитале, на здании гостиницы «Чайка» в память о родившемся в Кимрах писателе А. А. Фадееве, на здании Кимрского театра драмы и комедии в память о проживавшем в Кимрах поэте О. Э. Мандельштаме и т. д.

Мемориальная доска на здании гостиницы «Чайка» в память о писателе А. А. Фадееве, уроженце Кимр
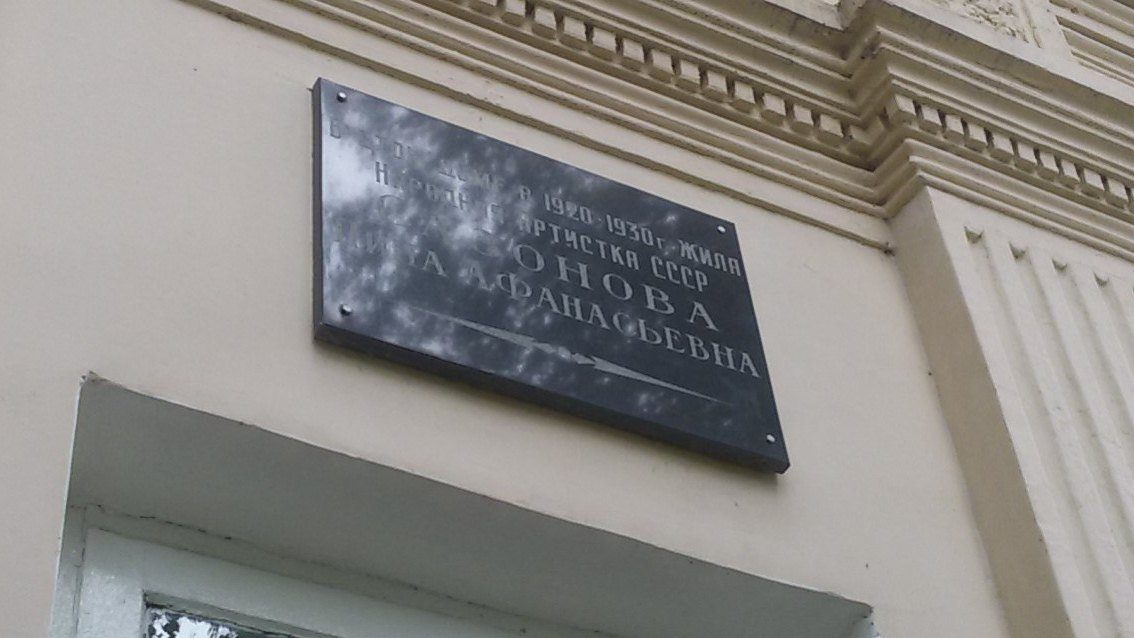
Мемориальная доска на доме, в котором в 1920—1930-е годы проживала народная артистка СССР Н. А. Сазонова
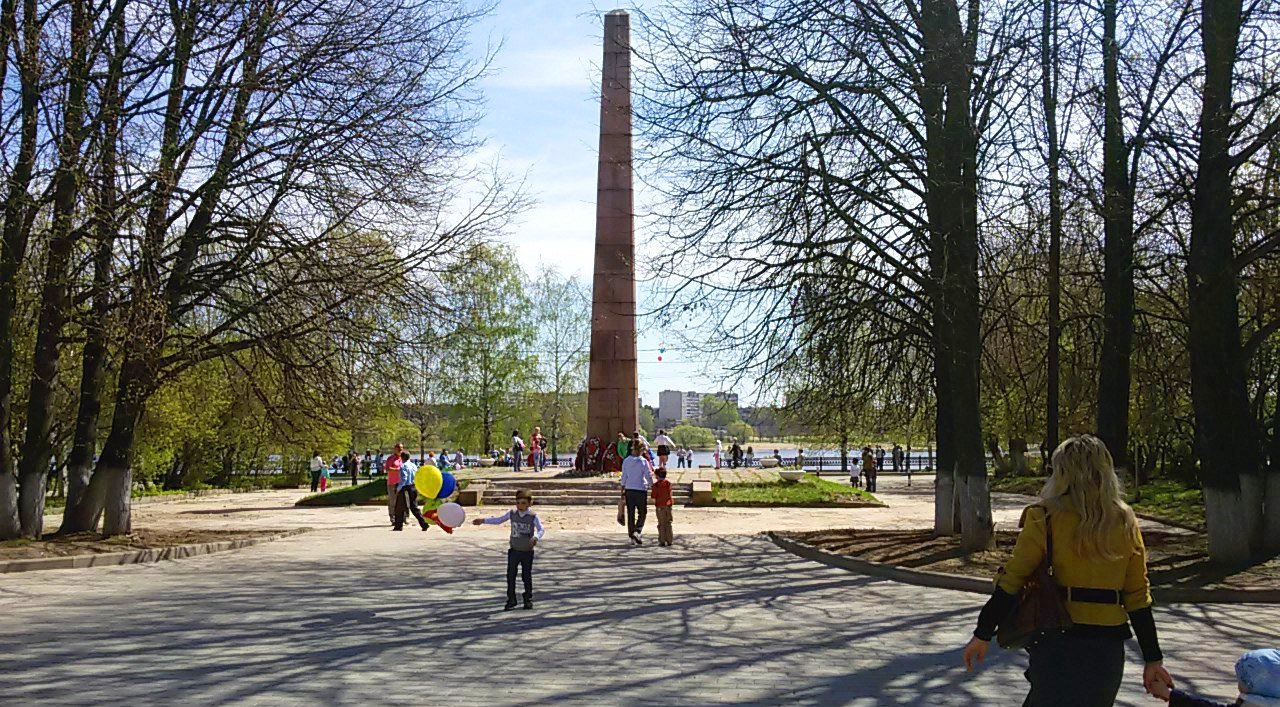
Обелиск Победы на Театральной площади
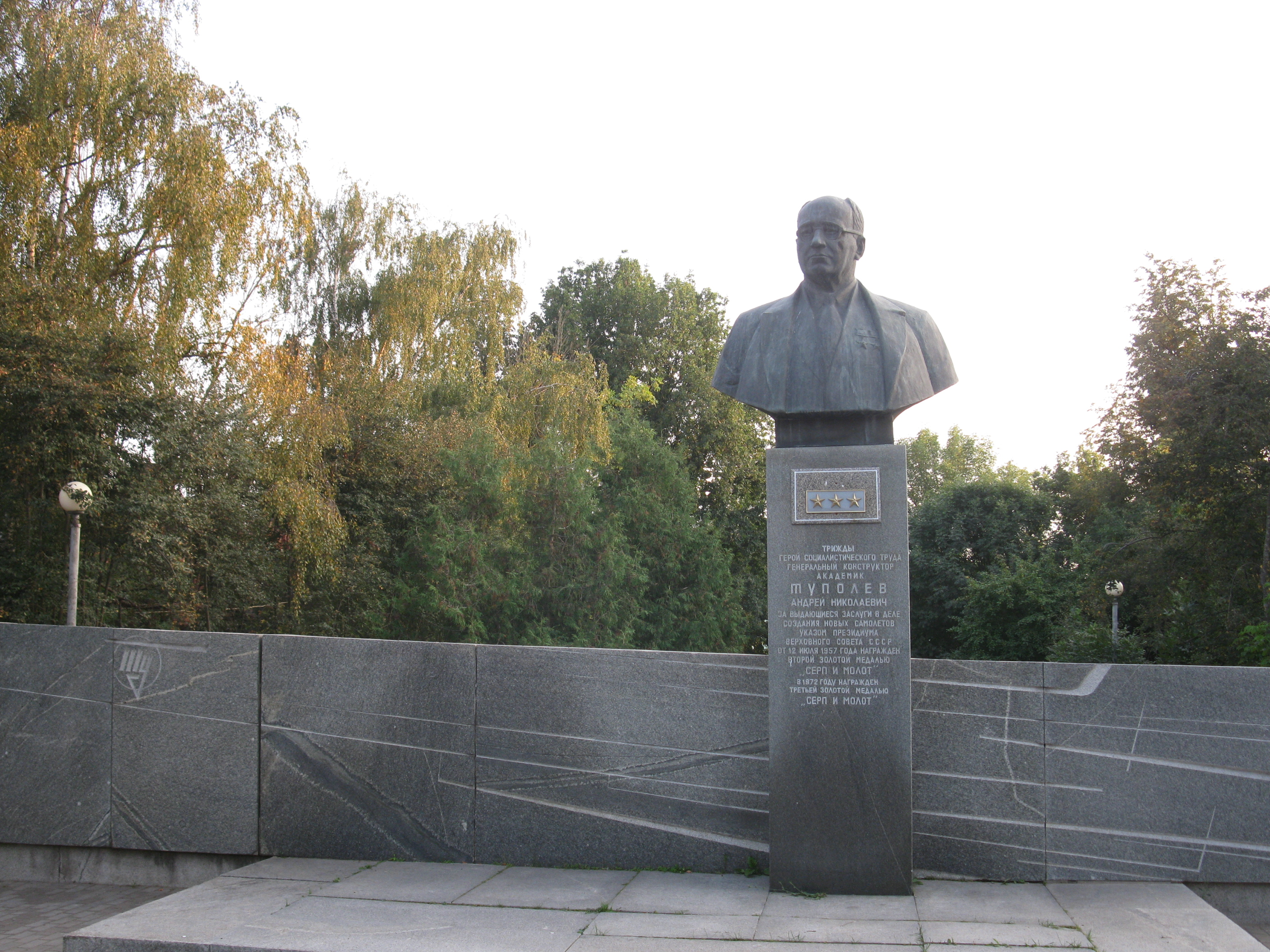
Бюст академика А. Н. Туполева, уроженца Кимрского района, на Майской площади
Памятник-самолёт Ту-124. Фото с сайта Яндекс. Карты

## Города-побратимы
- Корнвестхайм (нем. Kornwestheim), Германия (с 1991 года)[150]
- Истли (англ. Eastleigh), Великобритания (с 2010 года)[150][151]